# Seznam měst s tramvajovým provozem
Toto je seznam měst s provozovaným tramvajovým provozem:

## Britské ostrovy

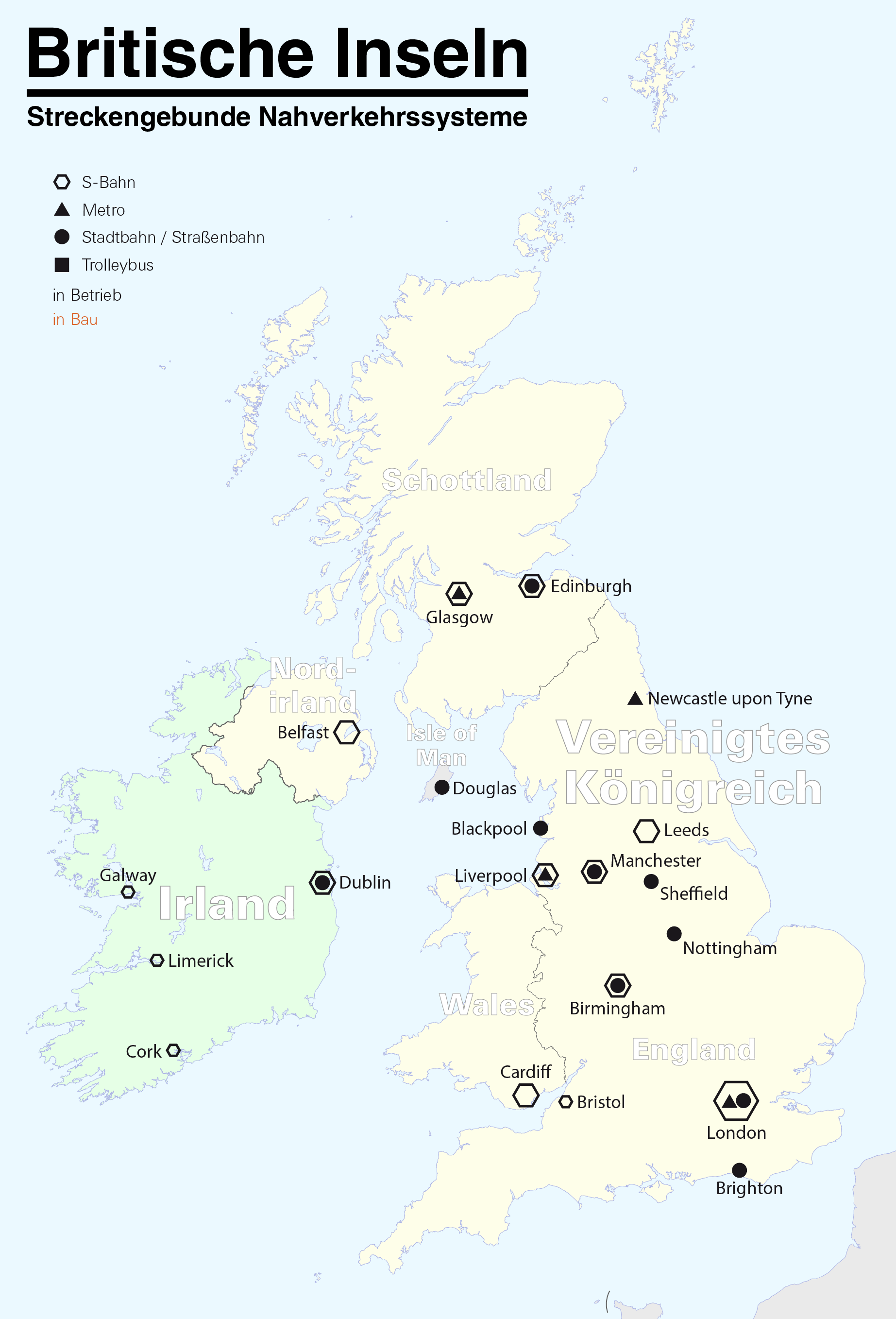
Mapa

### Anglie

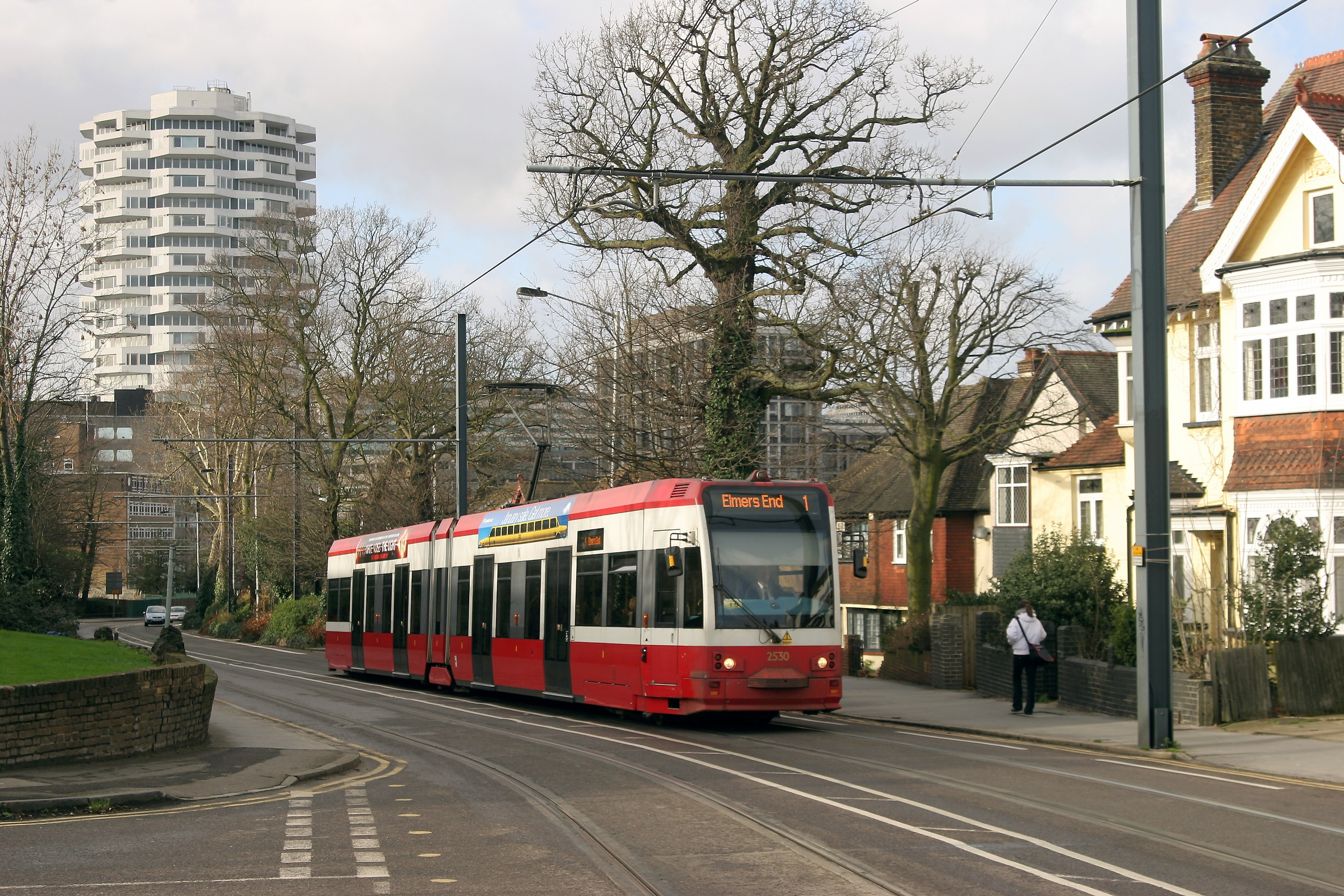
Tramvaj v Londýně

- Birkenhead u Liverpoolu – historický provoz
- Birmingham
- Blackpool – pobřežní
- Brighton – pobřežní, pomezí tramvaje a metra
- Londýn (článek)
- Manchester – největší ve Velké Británii
- Newcastle upon Tyne – light rail
- Nottingham
- Seaton (článek) – muzejní provoz
- Sheffield – vlakotramvaj

### Irsko

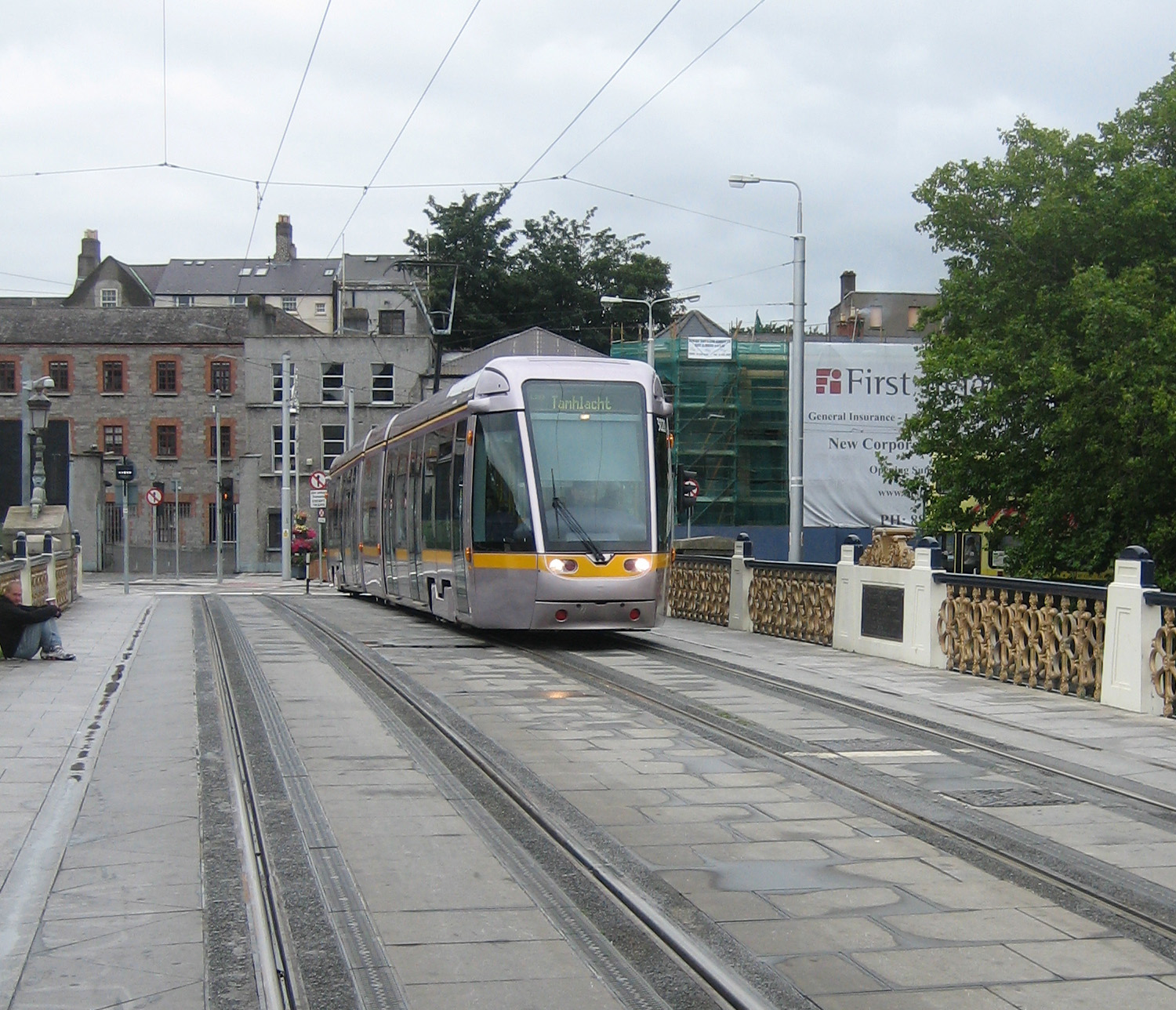
Tramvaj v Dublinu

- Dublin

### Ostrov Man
- Douglas – koňská tramvaj

### Skotsko
- Edinburgh (článek)
- Glasgow (článek) – zrušena

## Kontinentální Evropa

### Jih

#### Portugalsko

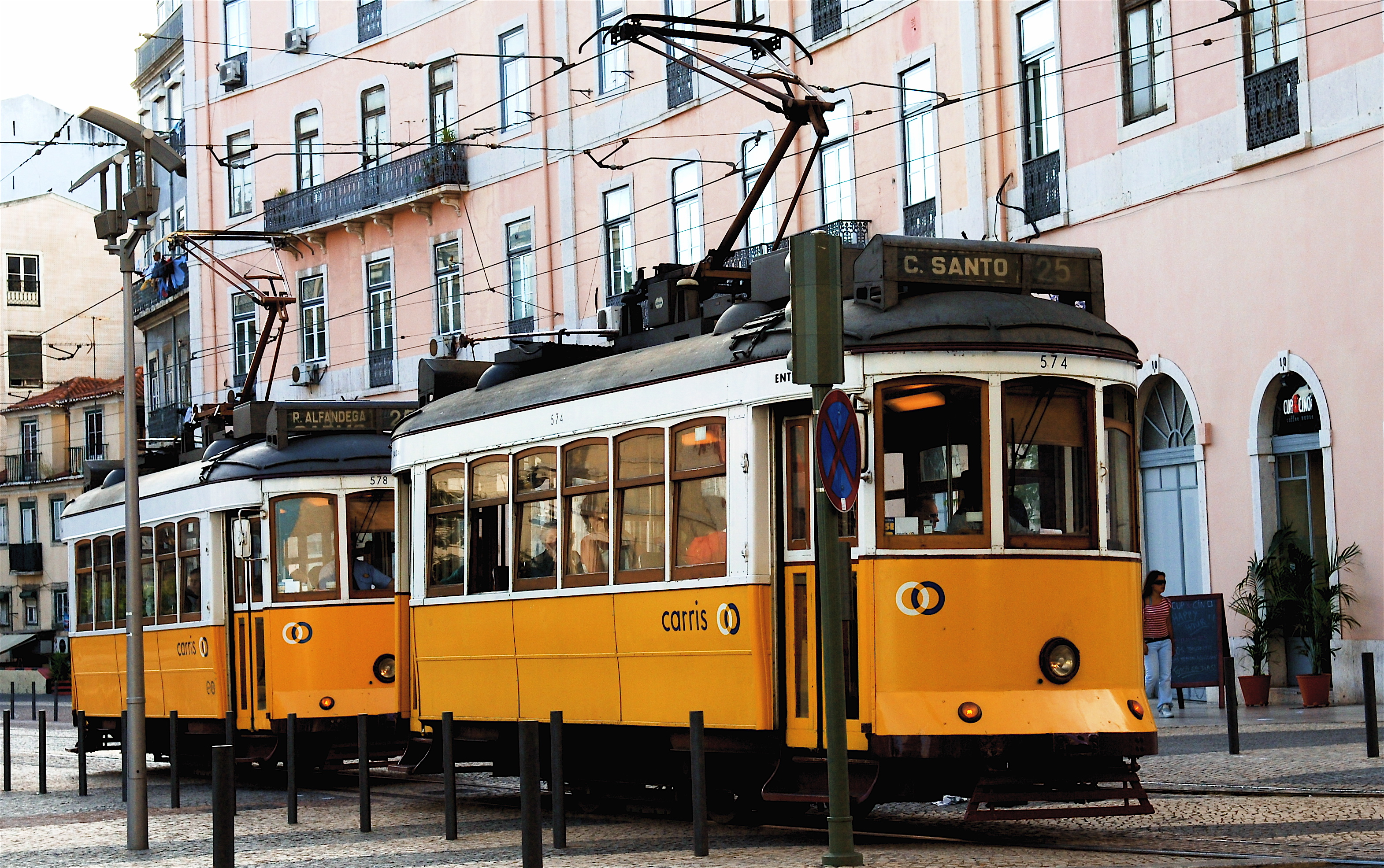
Lisabonské tramvaje

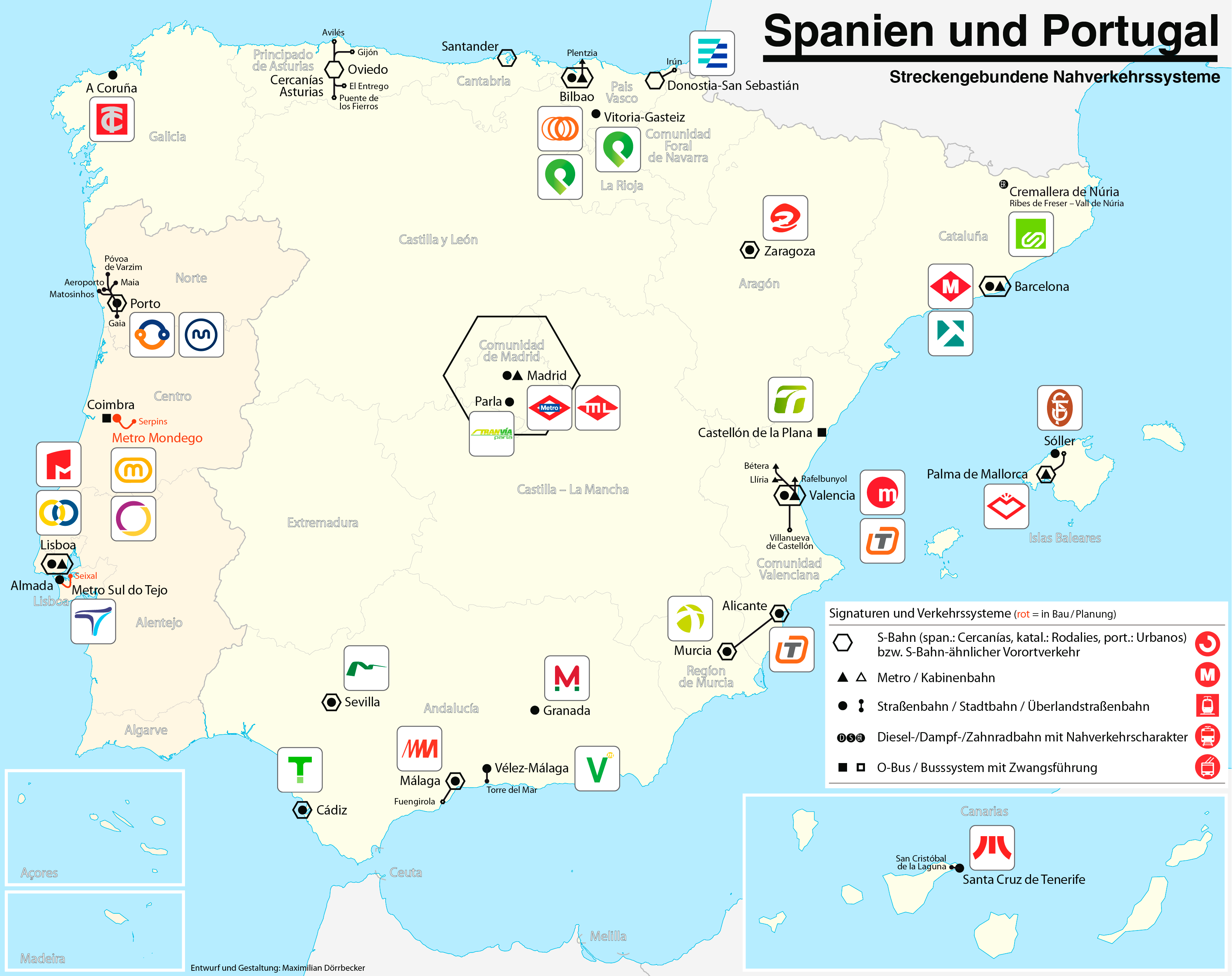
Mapa Portugalska a Španělska

- Almada – Seixal
- Lisabon
- Porto
- Sintra

#### Španělsko

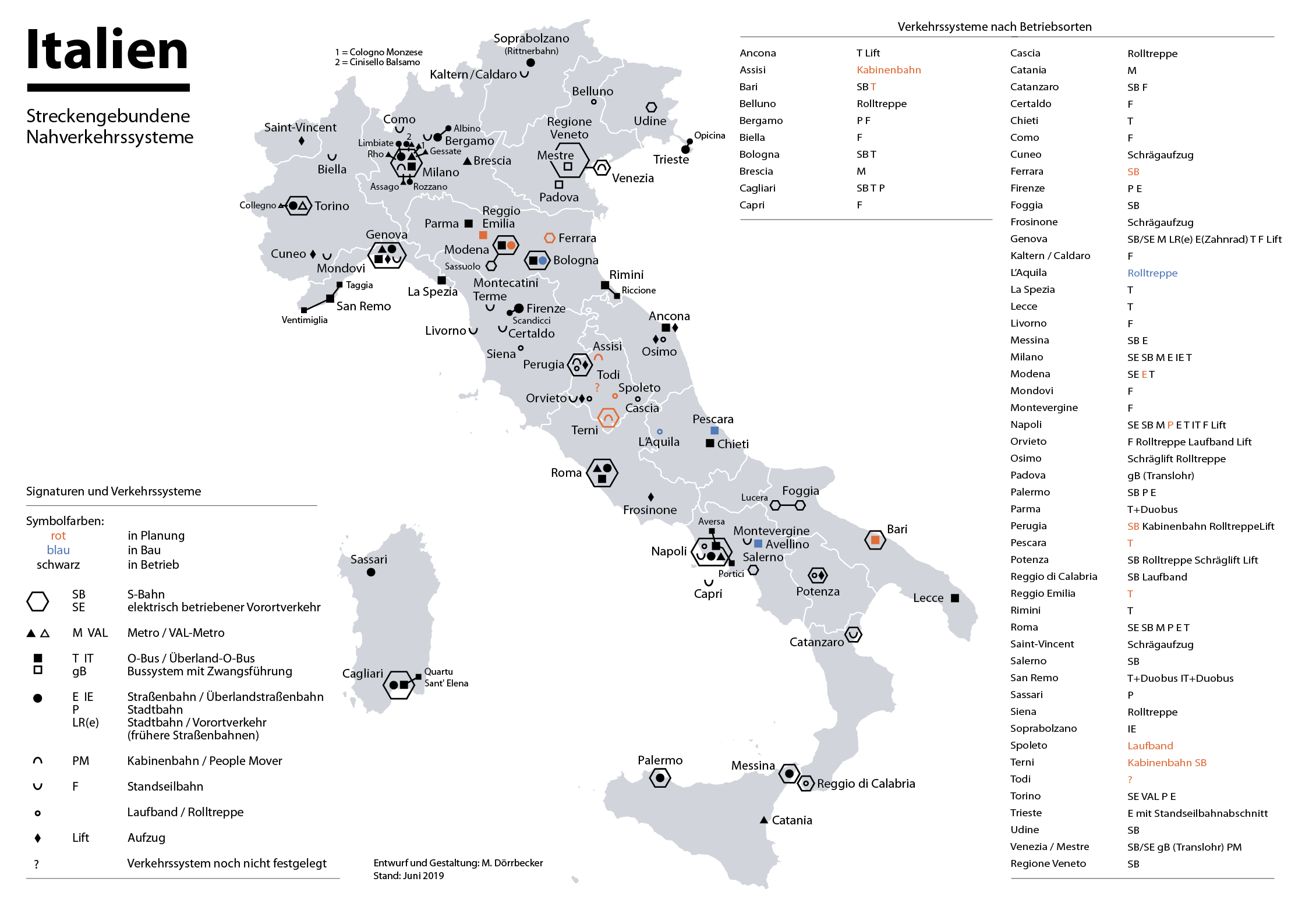
Mapa Itálie

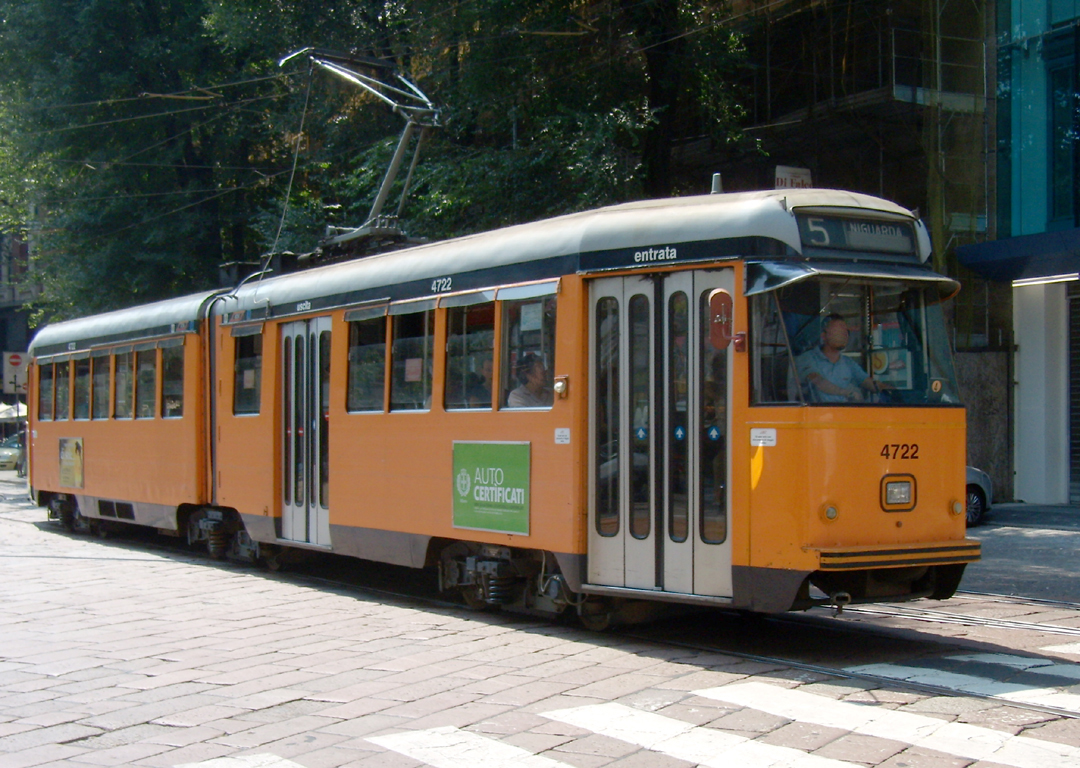
Tramvaj v Miláně

- Alicante (článek)
- Barcelona
- Bilbao
- Cádiz
- Granada
- Parla u Madridu
- Murcia
- Valencia
- Vélez-Málaga
- Vitoria-Gasteiz
- Santa Cruz de Tenerife
- Zaragoza

#### Itálie

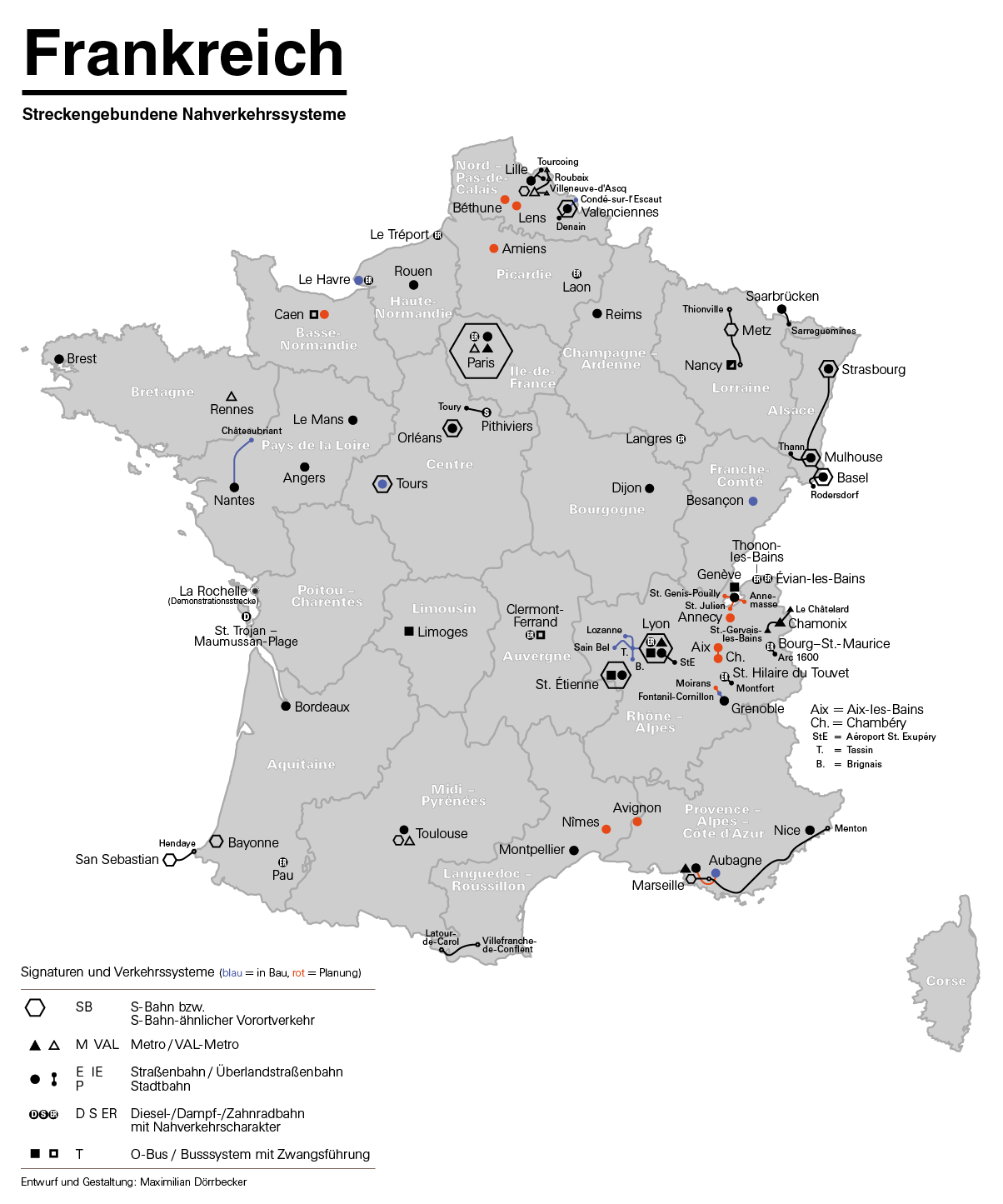
Mapa Francie

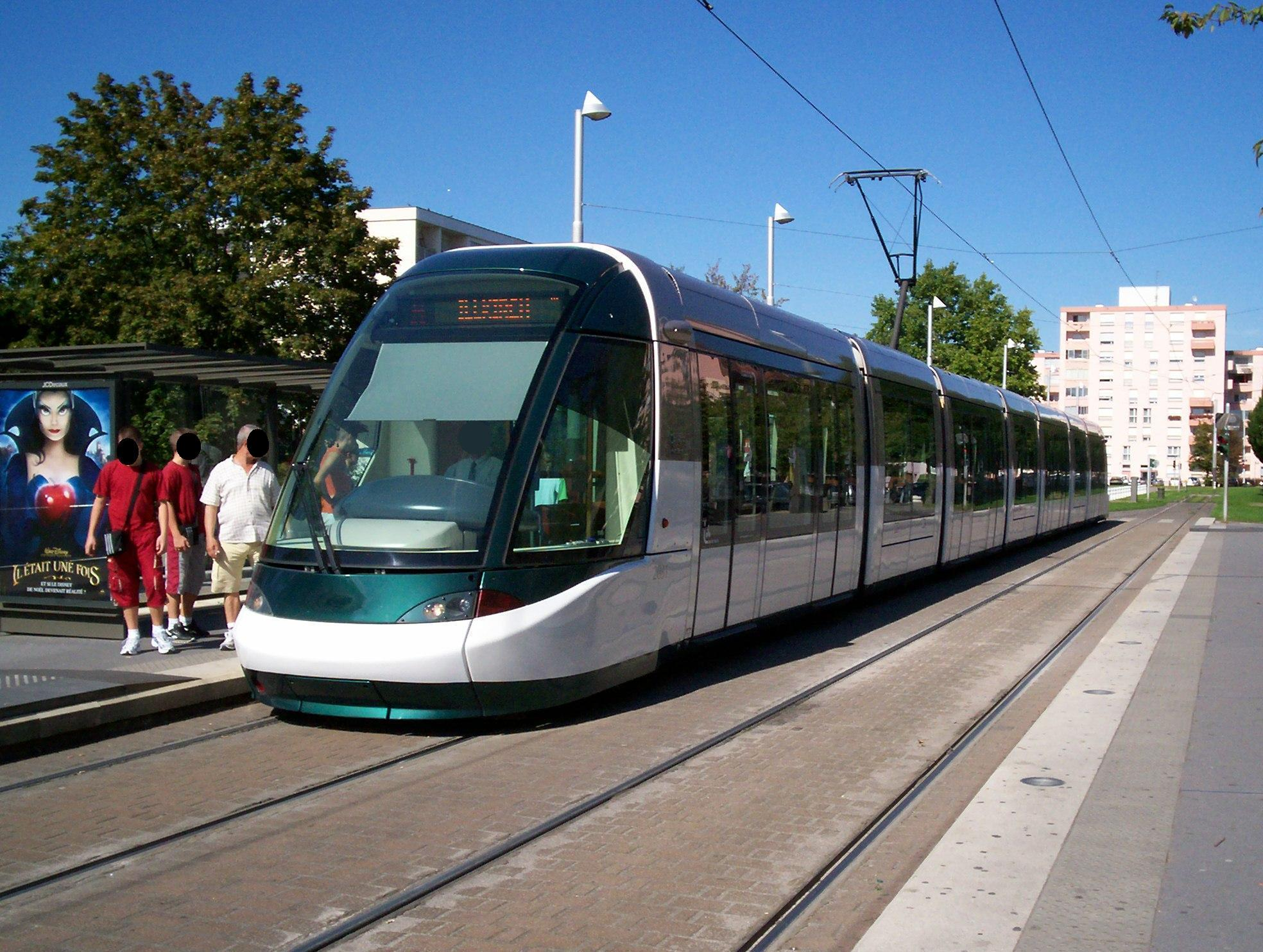
Tramvaj v Štrasburgu

- Bergamo
- Cagliari
- Florencie
- Messina
- Mestre
- Milán
- Neapol
- Padova
- Palermo
- Řím
- Sassari
- Turín
- Terst

### Západ

#### Francie
- Angers
- Aubagne
- Avignon
- Besançon
- Bordeaux
- Brest
- Caen – tramvaje na pneumatikách, jediná vodicí kolejnice
- Clermont-Ferrand – tramvaje na pneumatikách, jediná vodicí kolejnice
- Dijon
- Grenoble
- Le Havre
- Le Mans
- Lille
- Lyon (článek)
- Marseille
- Montpellier
- Mulhouse
- Nantes
- Nice
- Orléans
- Paříž a Île-de-France (článek)
- Remeš
- Rouen
- Saint-Étienne
- Štrasburg
- Toulouse
- Tours
- Valenciennes

#### Lucembursko
- Lucemburk – zprovozněno v roce 2017[1]

#### Belgie

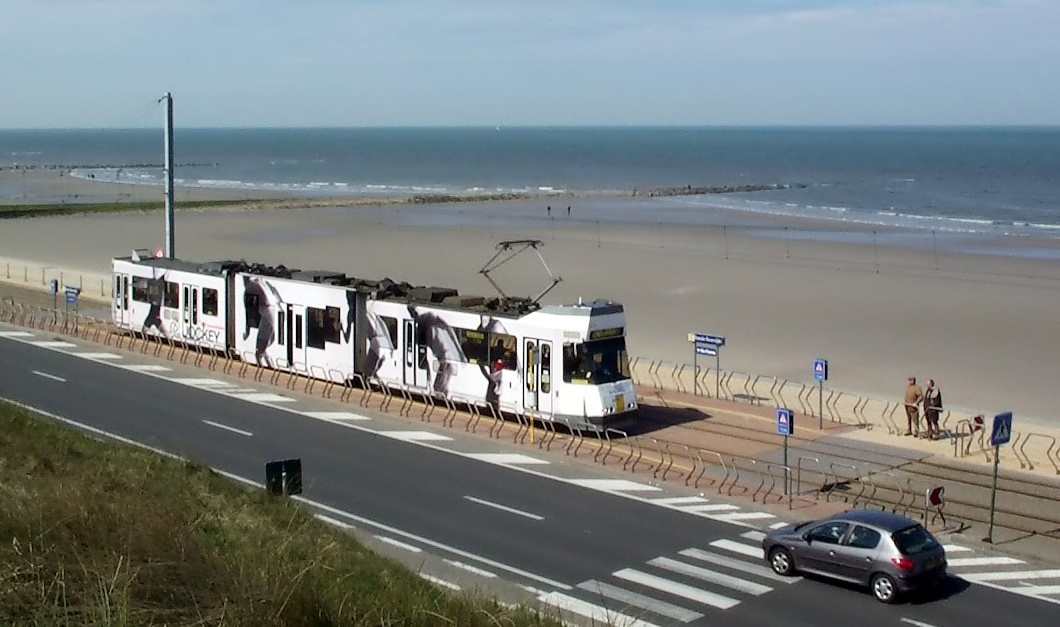
Kusttram

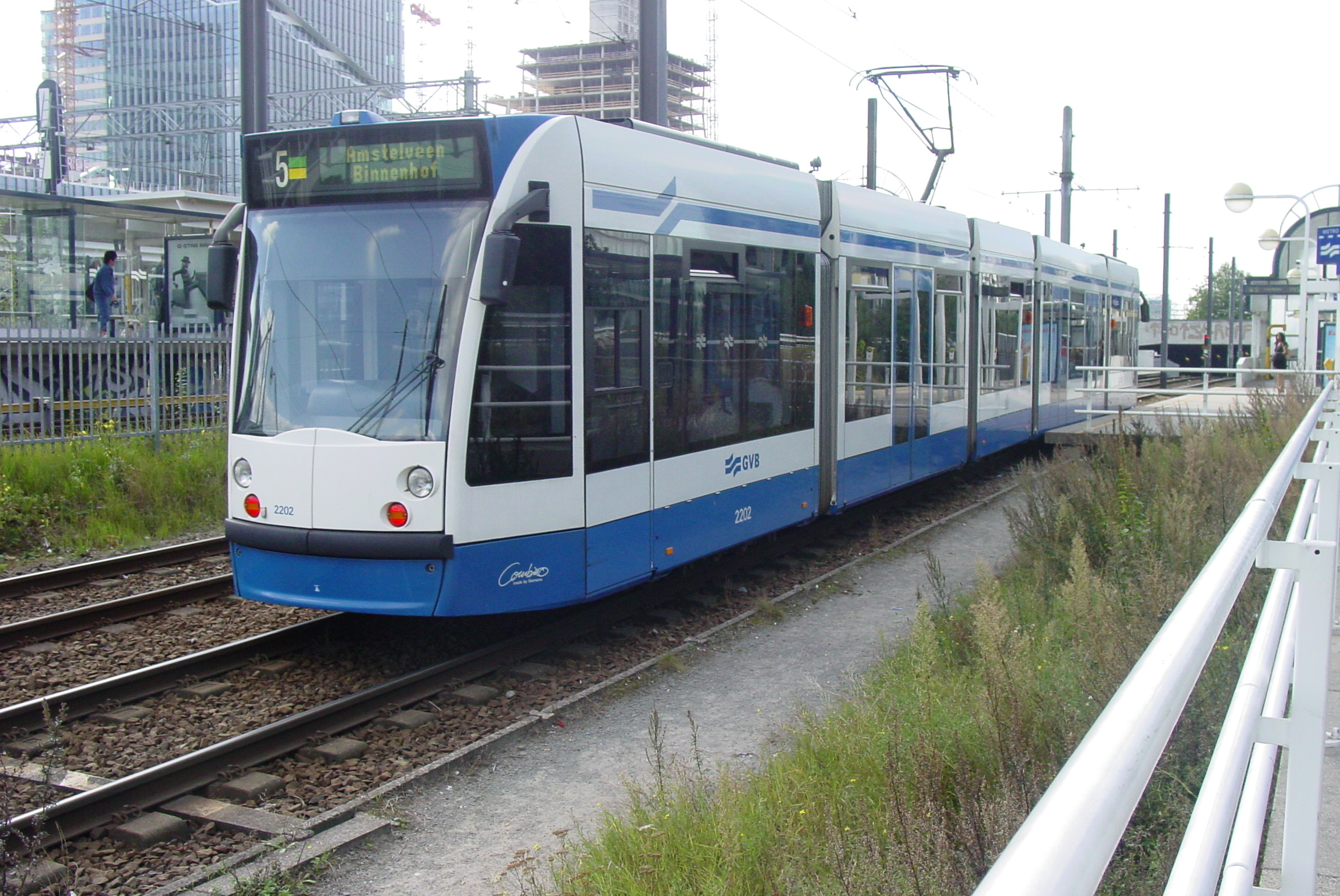
Tramvaj v Amsterdamu

- Antverpy
- Brusel
- Charleroi
- Gent
- Han-sur-Lesse
- Lutych – zprovoznění v roce 2022[2]
- Pobřežní tramvaj Kusttram

#### Nizozemsko
- Amsterdam
- Rotterdam
- Haag
- Utrecht – Nieuwegein

#### Dánsko
- Aarhus – zprovozněno v roce 2017[3]
- Kodaň – ve výstavbě, plánované zprovoznění v r. 2025
- Odense – zprovozněno 28. května 2022

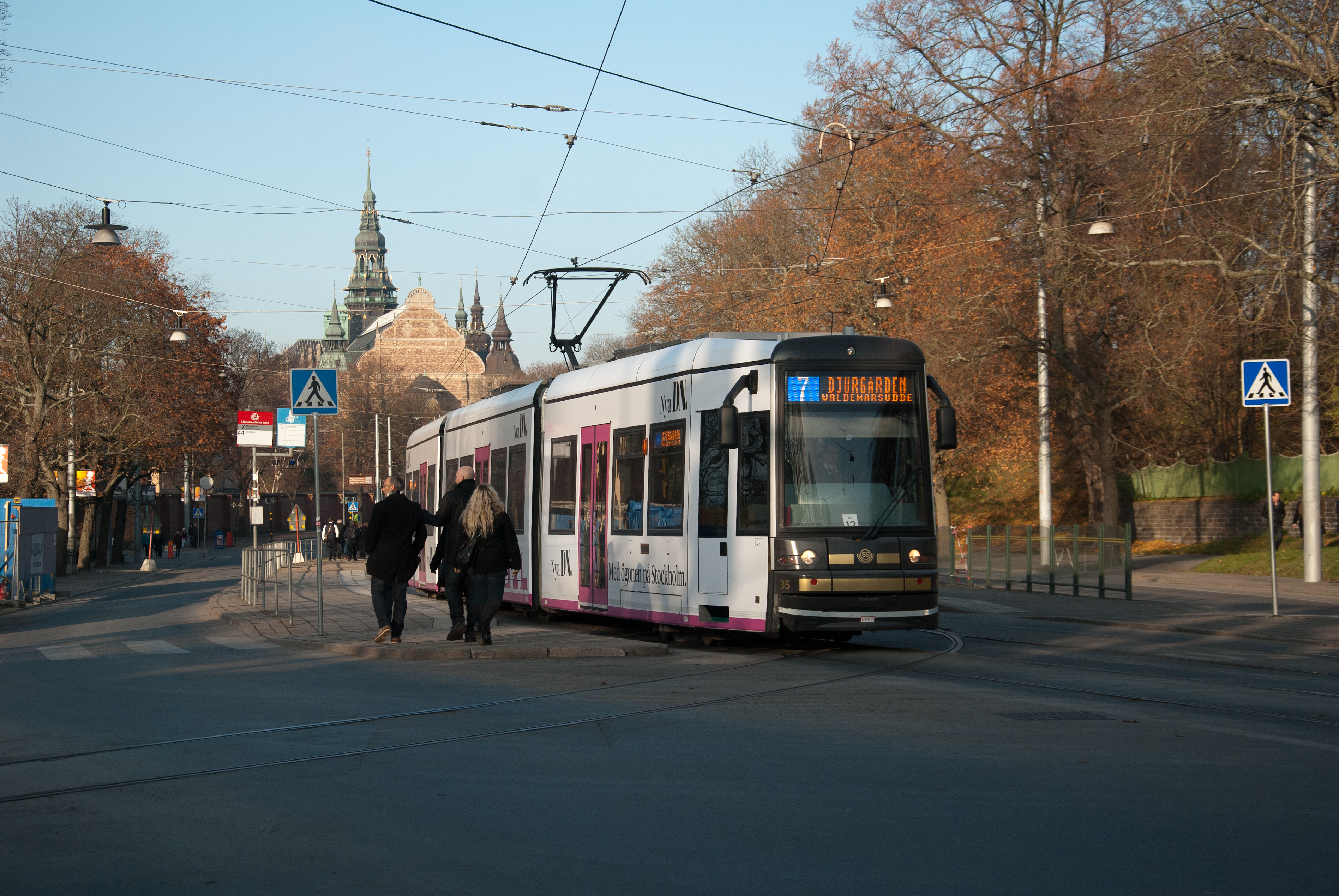
Tramvaj ve Stockholmu

- tramvajová muzejní doprava u hradu Skjoldenaesholm[4][5]

#### Švédsko
- Göteborg
- Malmö – historická tramvaj
- Norrköping
- Lund – zprovozněno 13. prosince 2020[6]
- Stockholm

#### Norsko

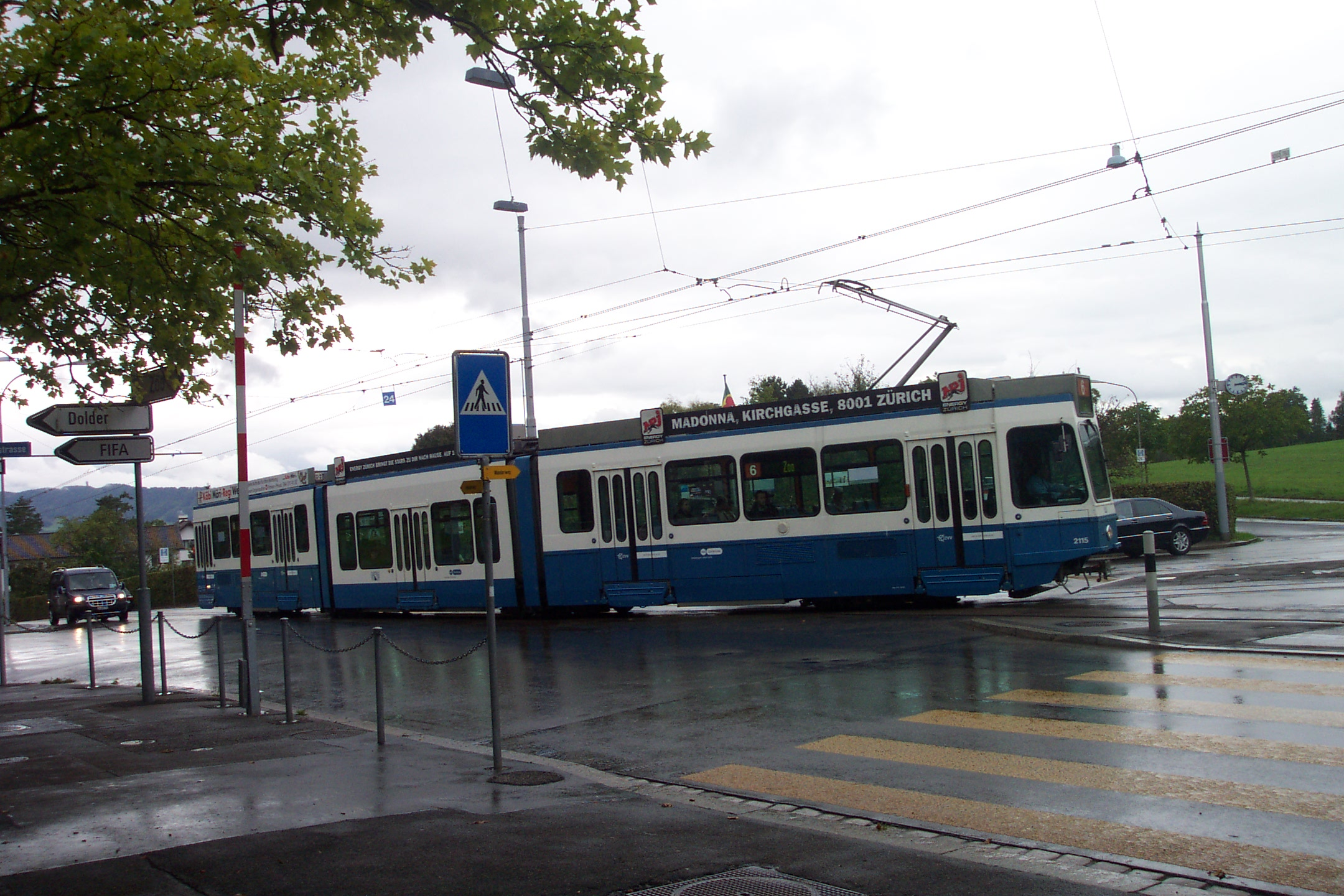
Tramvaj v Curychu

- Bergen
- Oslo
- Trondheim

### Střední Evropa

#### Švýcarsko
- Basilej
- Bern
- Bex
- Curych
- Lausanne – původní tramvajová doprava převedena na pojmenování metro, nyní výstavba nového tramvajového systému, zprovoznění roku 2021[7]
- Neuchâtel
- Ženeva
- Lugano – blíží se spíše příměstské tramvaji

#### Německo
- Augsburg (článek)
- Bad Schandau (článek)

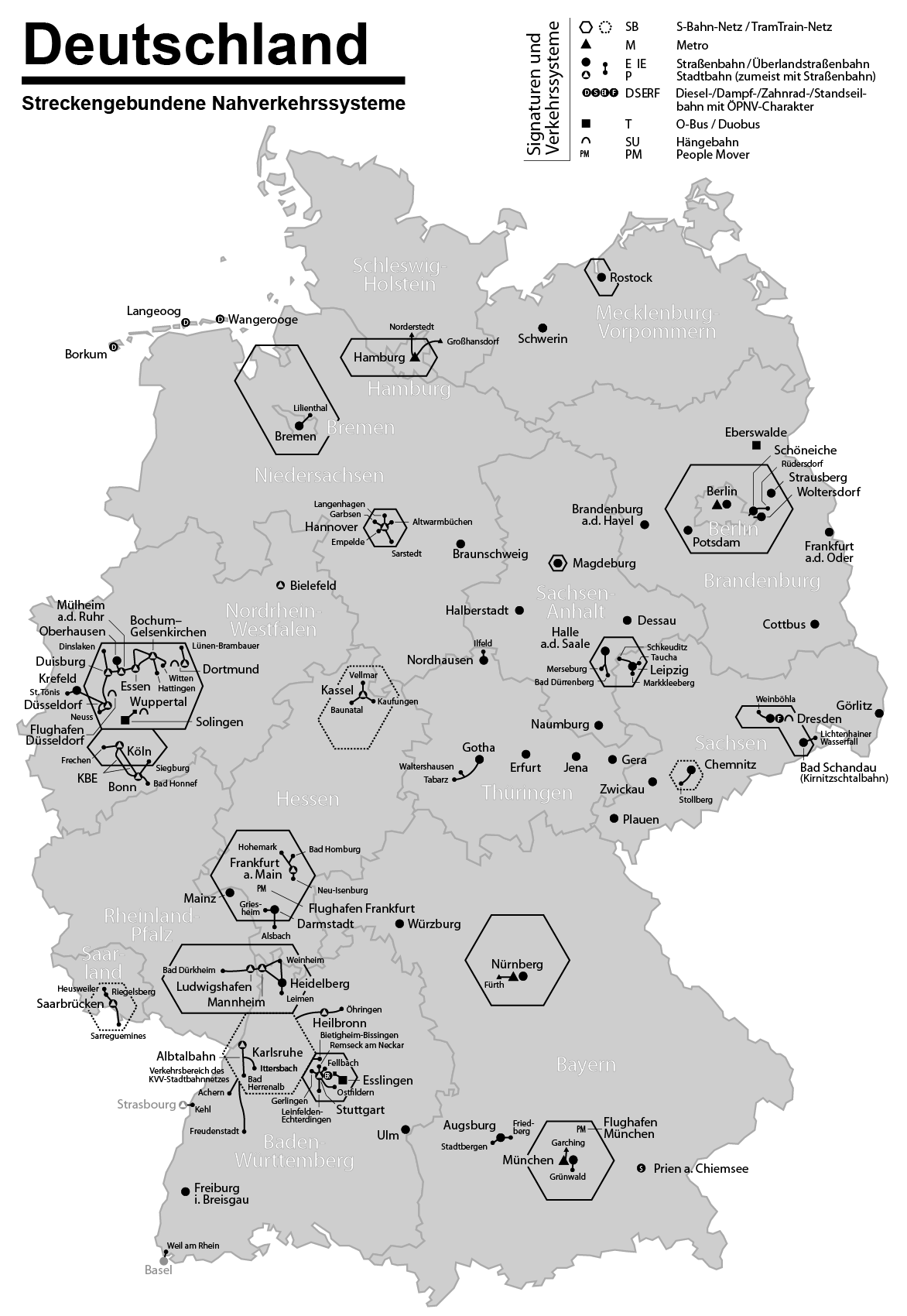
Mapa Německa

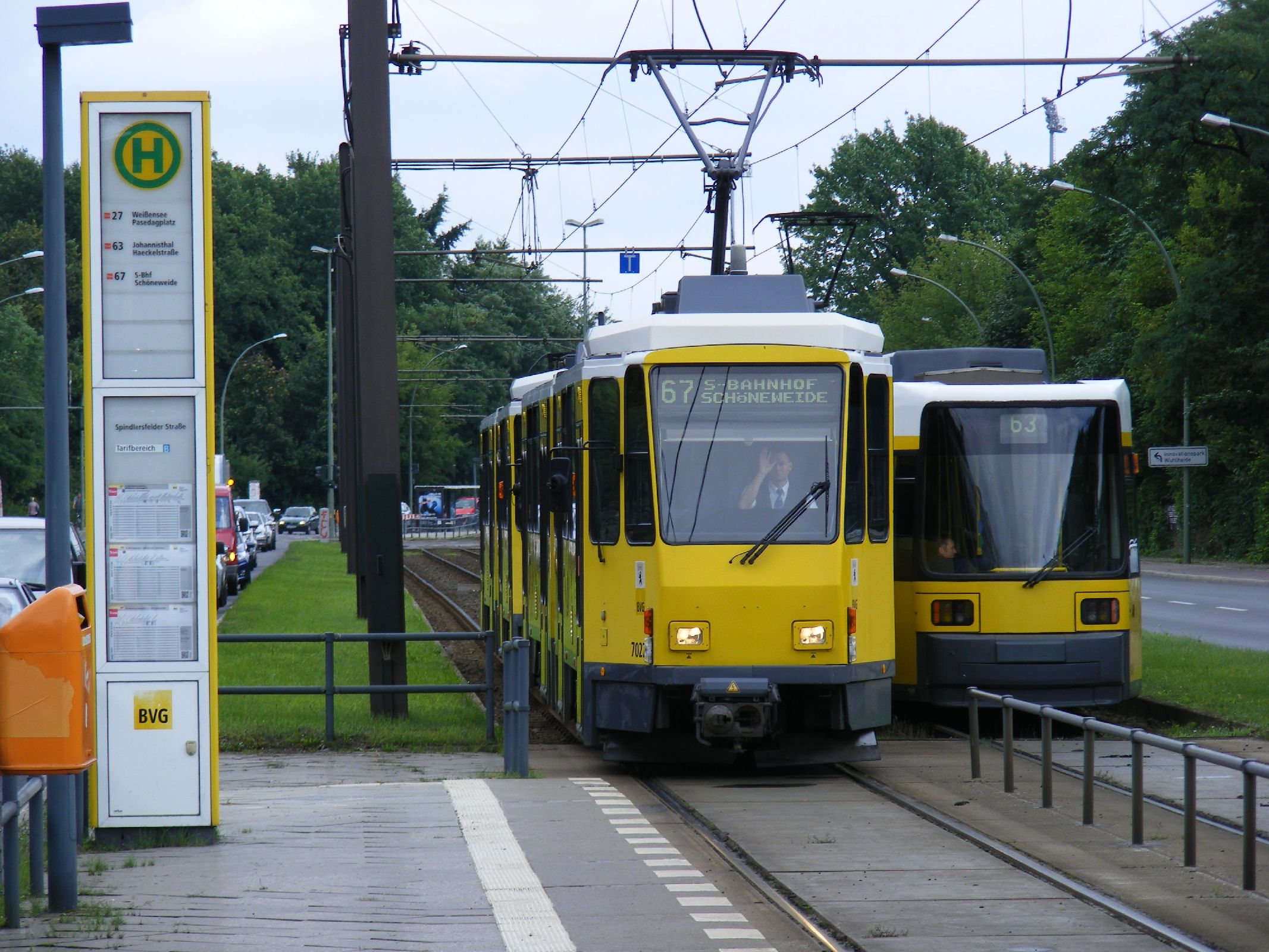
Berlínské tramvaje

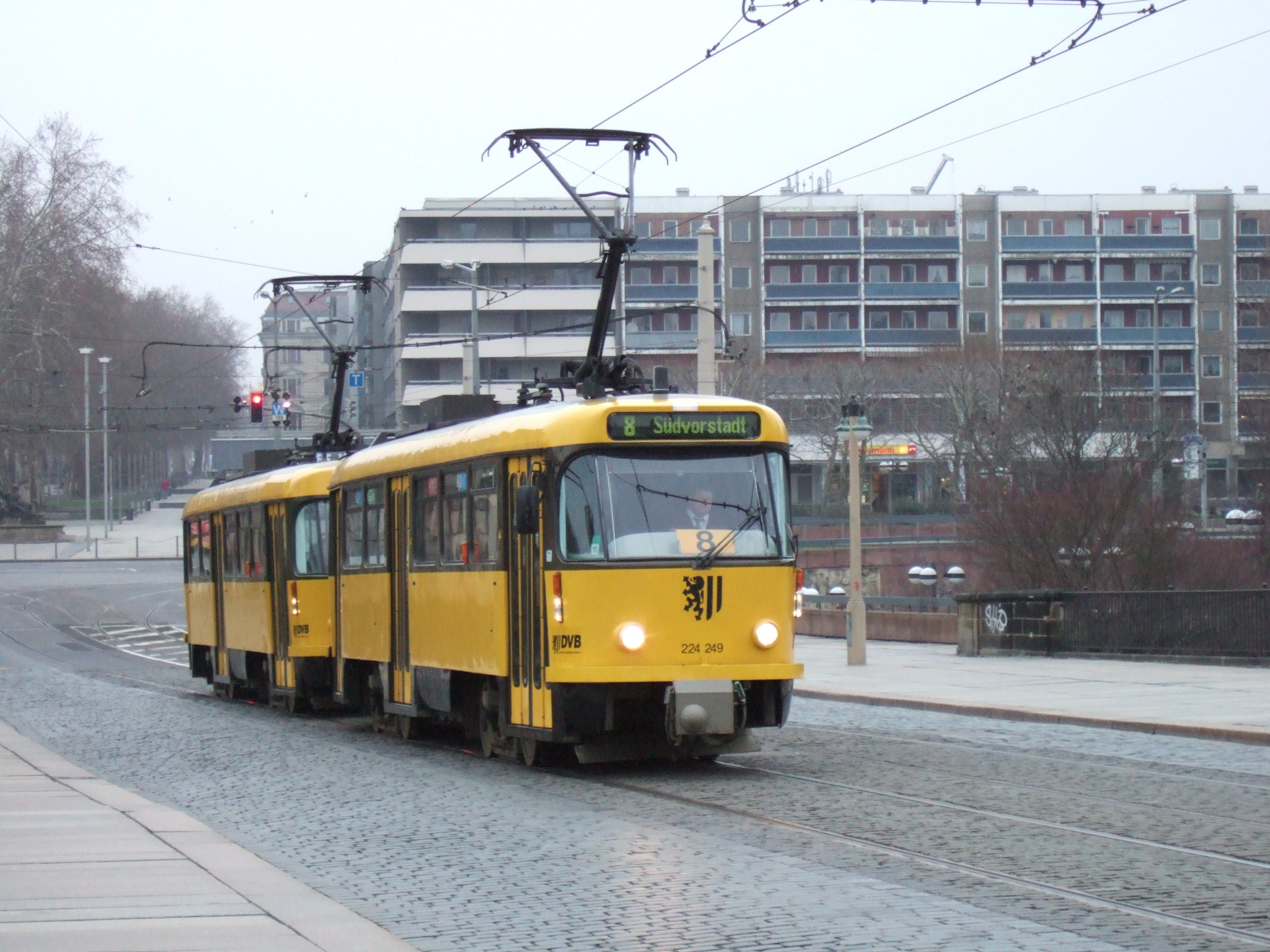
Souprava modernizovaných drážďanských vozů Tatra T4

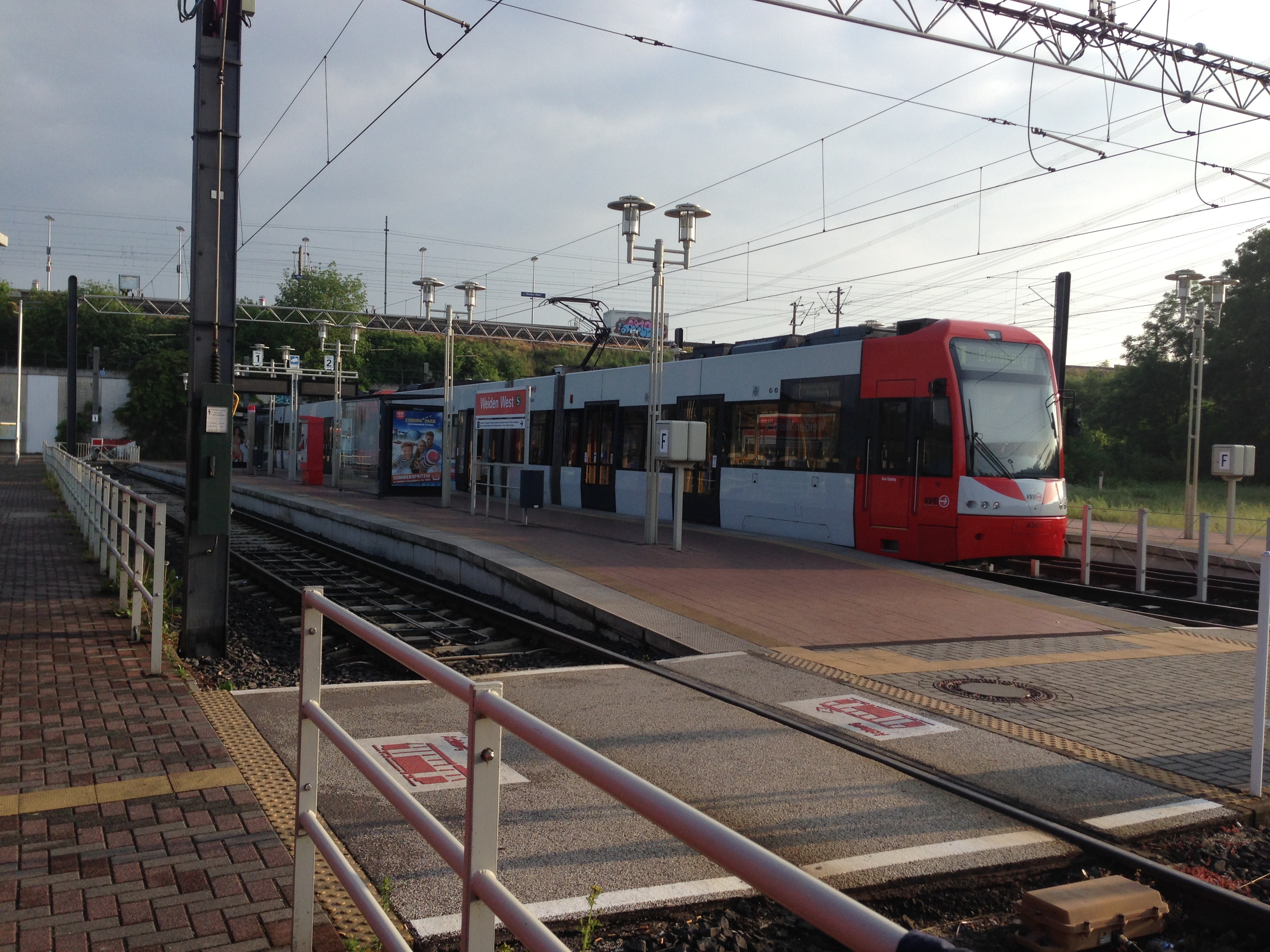
Stadtbahn Kolín nad Rýnem

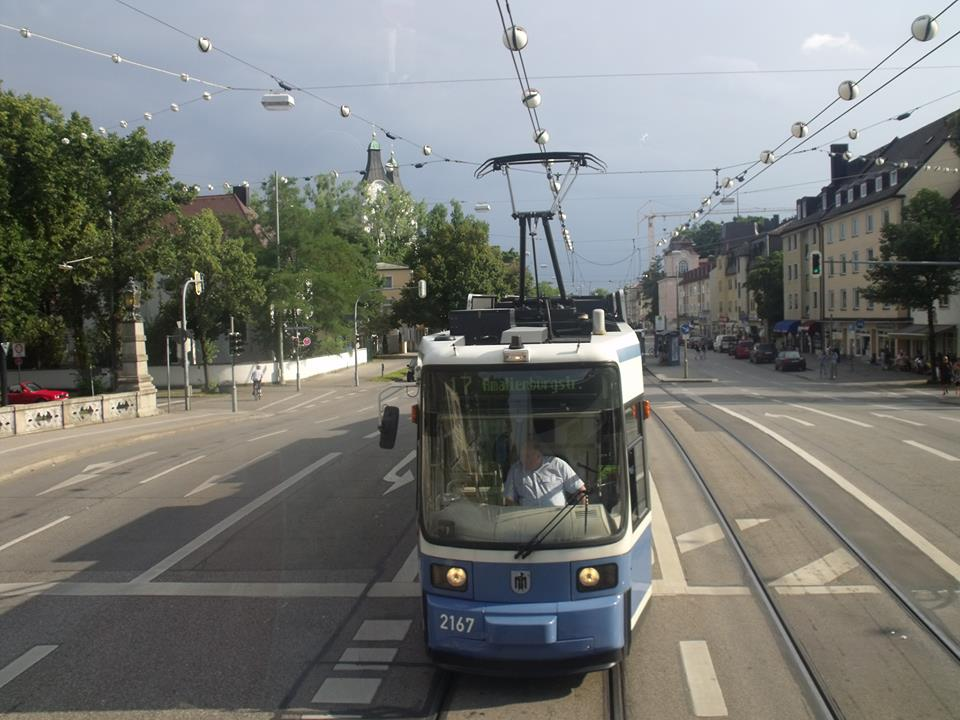
Tramvaj v Mnichově

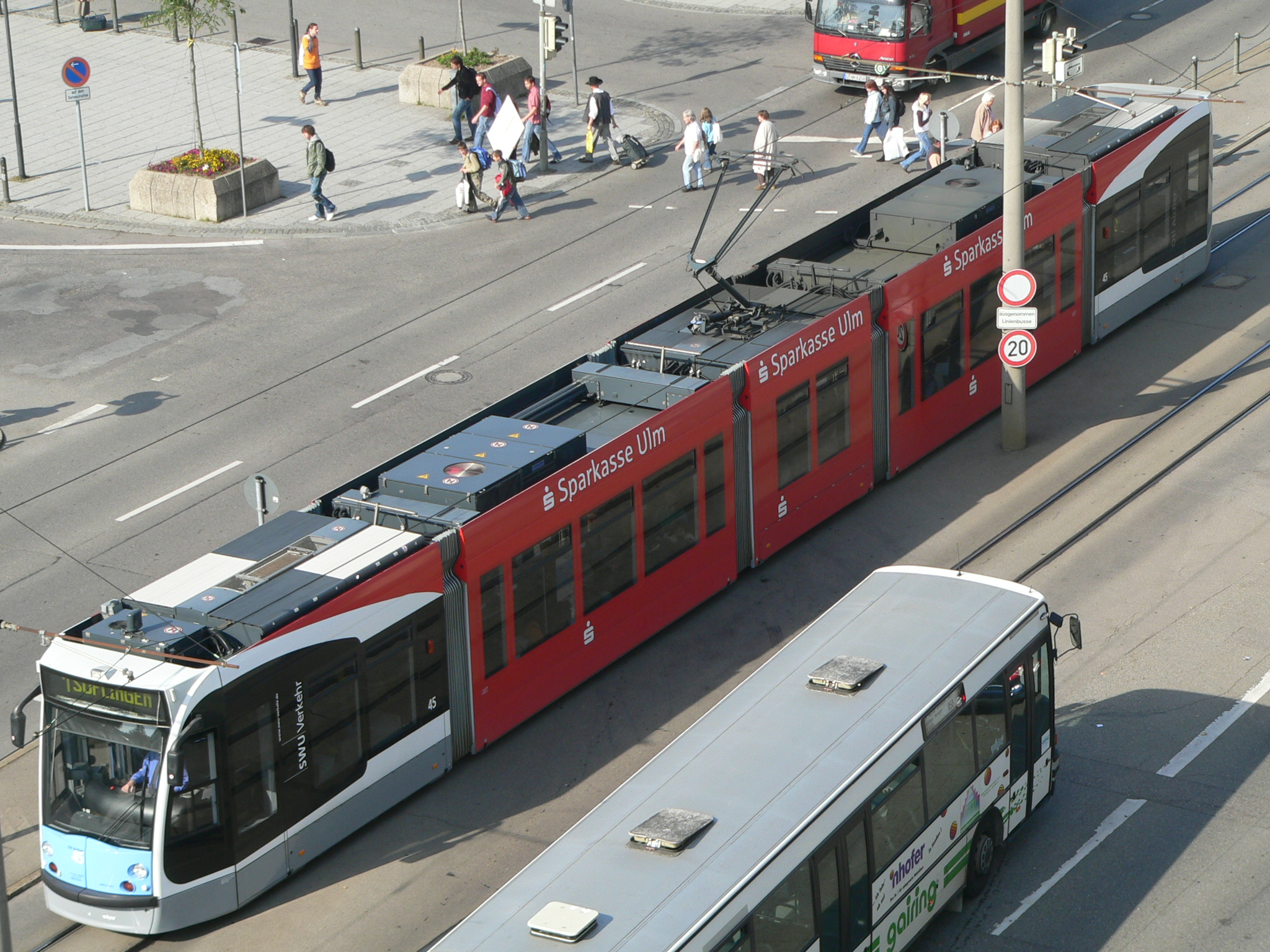
Tramvaj v Ulmu

- Berlín (článek) – 4. největší na světě (192 km)
- Bielefeld (Stadtbahn – německy rychlodrážní tramvaj)
- Bochum
- Bonn (článek) (Stadtbahn)
- Brandenburg an der Havel (článek)
- Braunschweig
- Brémy
- Chemnitz (článek)
- Chotěbuz (článek)
- Darmstadt
- Dortmund (Stadtbahn)
- Drážďany (článek)
- Duisburg (Stadtbahn)
- Düsseldorf (článek) (Stadtbahn)
- Erfurt
- Essen (Stadtbahn)
- Frankfurt nad Mohanem (Stadtbahn)
- Frankfurt nad Odrou
- Freiburg im Breisgau
- Gelsenkirchen,
- Gera (článek)
- Görlitz (článek)
- Gotha a Waltershausen
- Halberstadt
- Halle
- Hannover (Stadtbahn)
- Heidelberg
- Heilbronn
- Herne
- Jena
- Kassel (Stadtbahn)
- Karlsruhe (Stadtbahn)
- Kolín nad Rýnem – 3. největší na světě (193 km) (článek) (Stadtbahn)

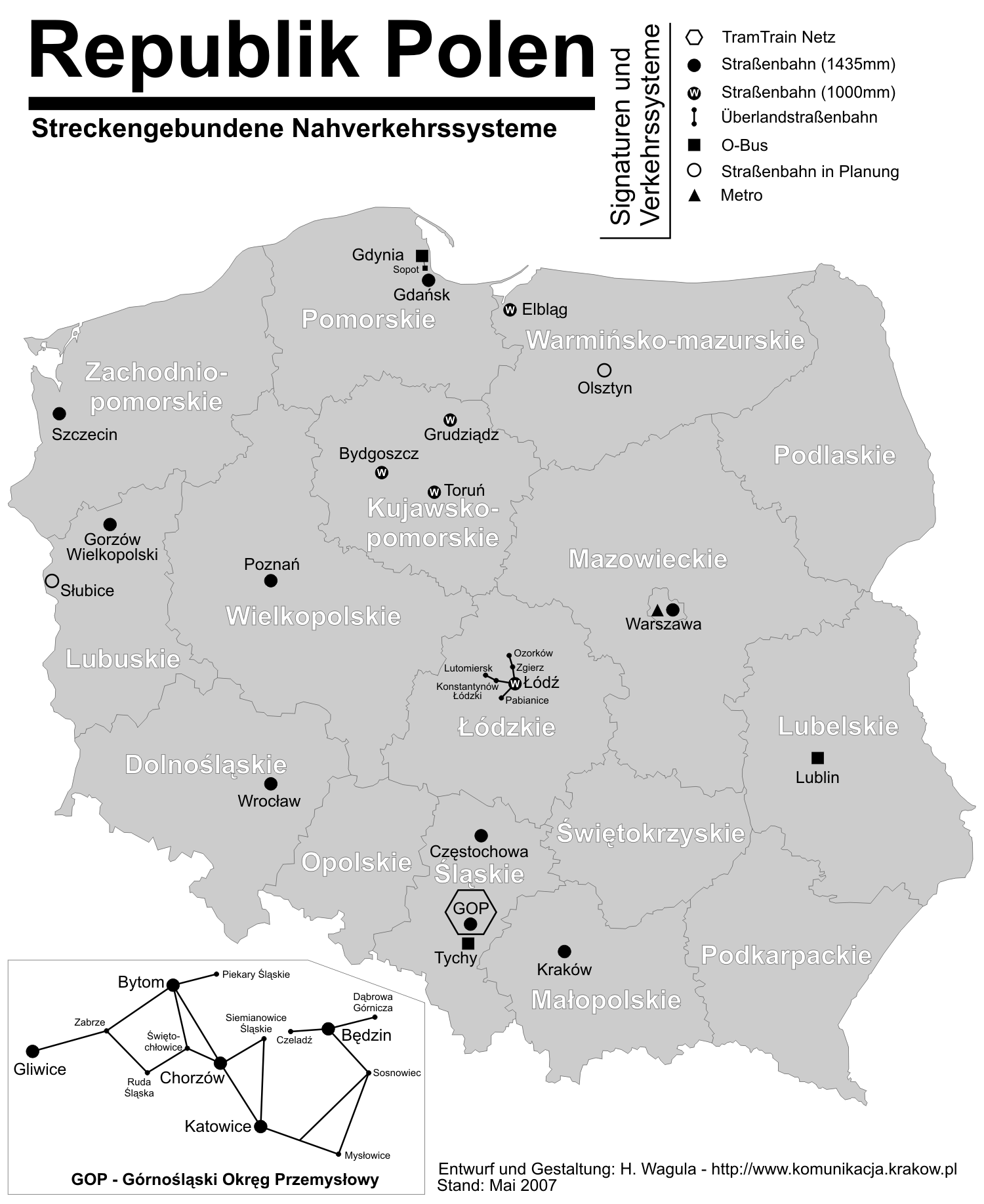
Mapa Polska

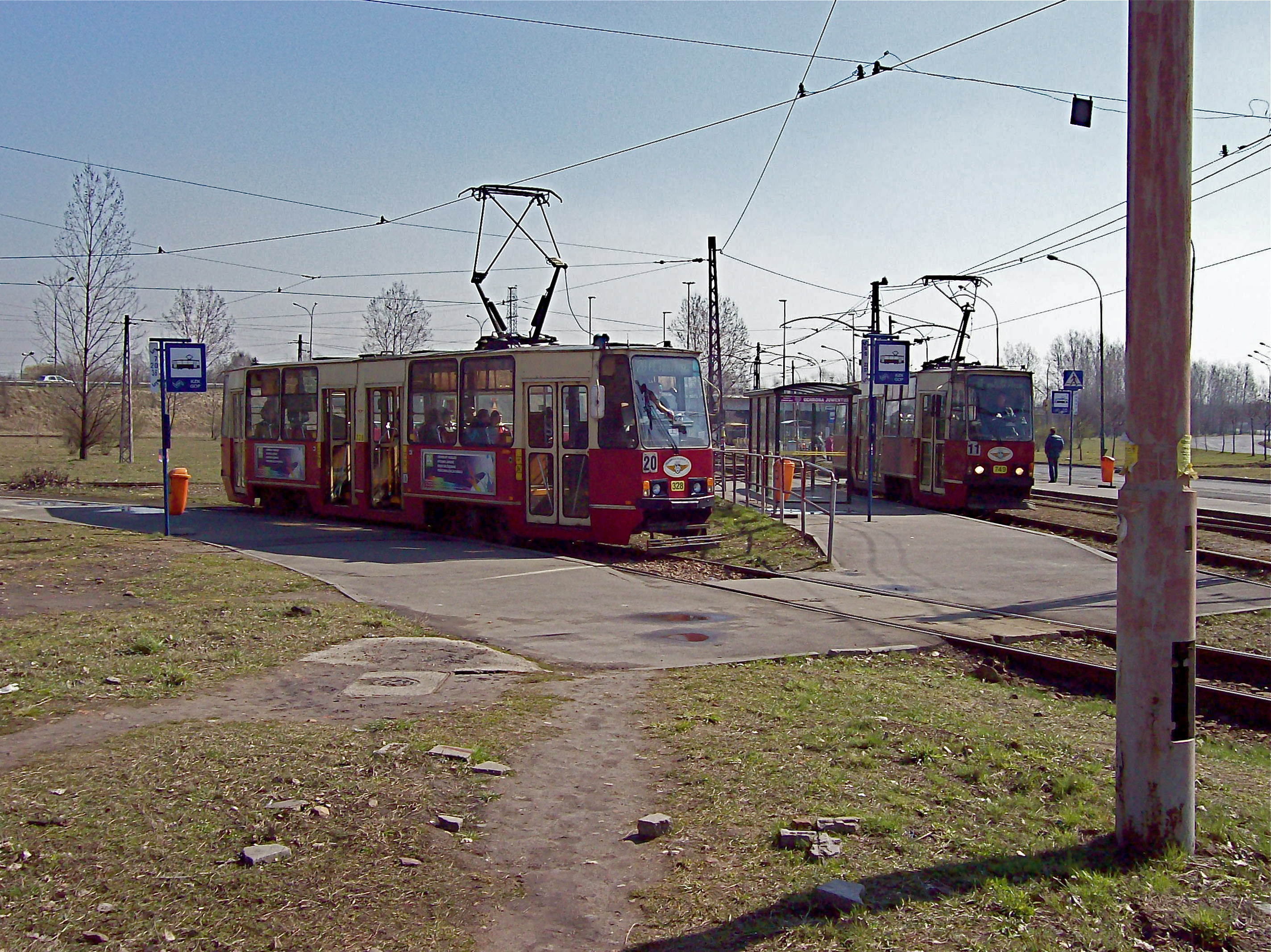
Katovické tramvaje

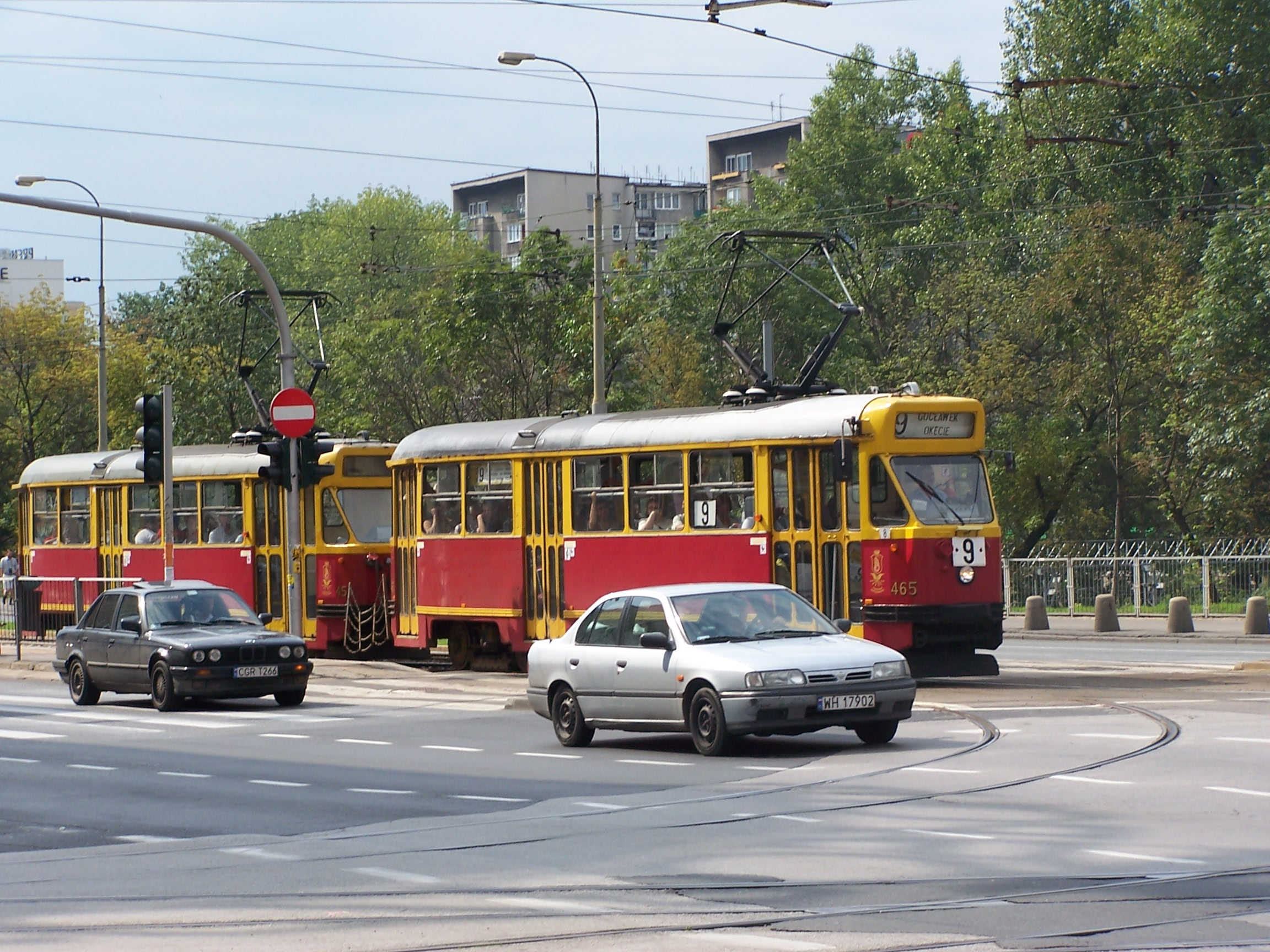
Tramvaje v Varšavě

- Krefeld
- Lipsko (článek)
- Ludwigshafen
- Magdeburg
- Mannheim
- Merseburg
- Mnichov (článek)
- Mohuč
- Mülheim an der Ruhr
- Naumburg (článek)
- Nordhausen (článek)
- Norimberk
- Plavno (článek)
- Porýní (článek)
- Postupim
- Rostock
- Saarbrücken (Stadtbahn)
- Schwerin
- Strausberg (článek)
- Stuttgart (Stadtbahn)
- Ulm (článek)
- Witten
- Würzburg  (článek)
- Zwickau

#### Polsko
- Bydhošť (článek)
- Čenstochová (článek)
- Elbląg (článek)
- Gdaňsk (článek)
- Gorzów Wielkopolski (článek)
- Grudziądz (článek)
- Hornoslezská města Katovice, Chořov, Bytom, Gliwice, Siemianowice Śląskie, Zabrze, Będzin, Slezská Ruda, Świętochłowice, Sosnovec, Dąbrowa Górnicza, Mysłowice mají společnou tramvajovou síť (článek) – 5. největší na světě (183 km)
- Krakov (článek)
- Lodž (článek)
- Olštýn
- Poznaň (článek)
- Štětín (článek)
- Toruň (článek)
- Varšava (článek)
- Vratislav (článek)

#### Česko

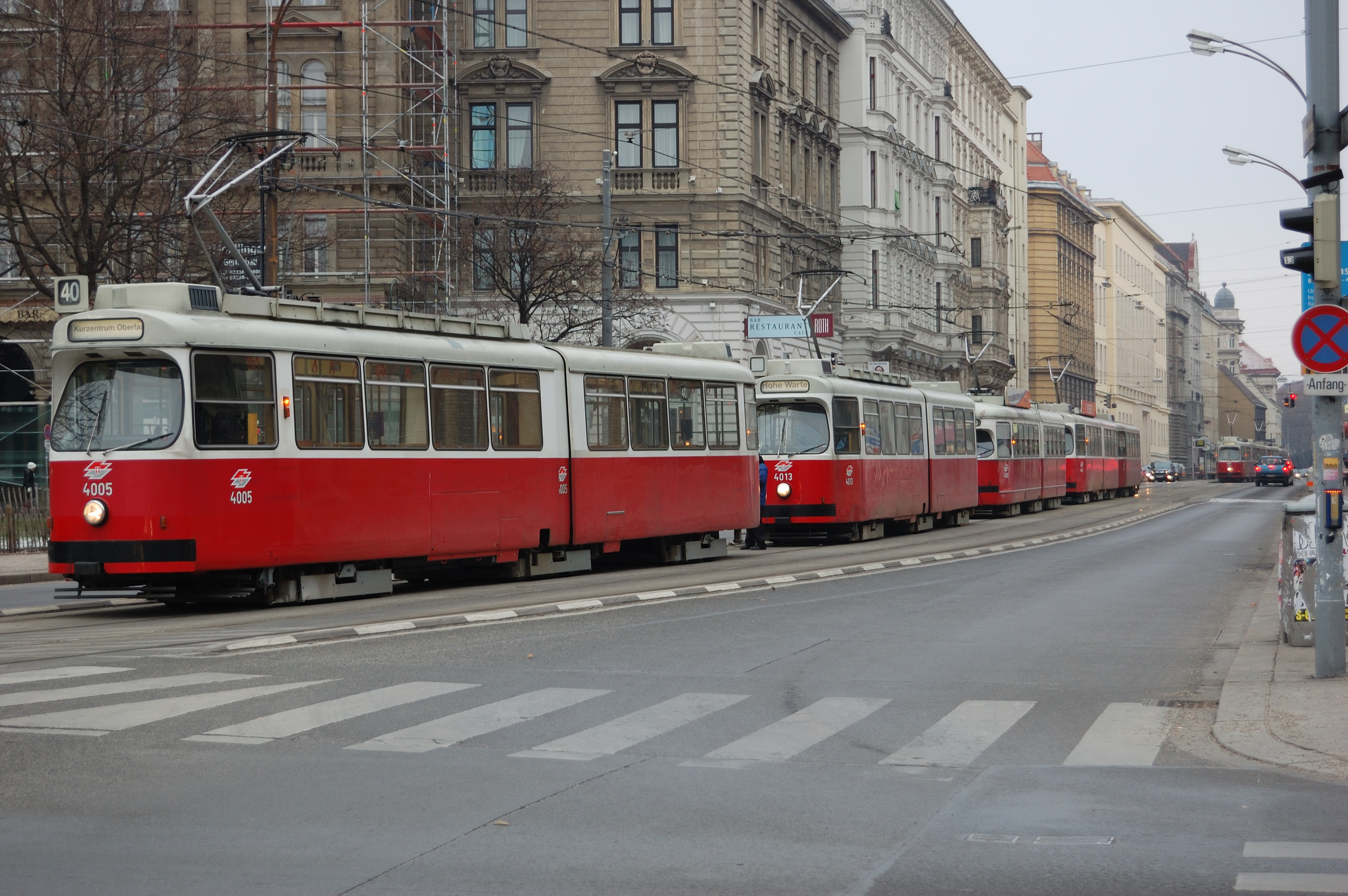
Tramvaje ve Vídni

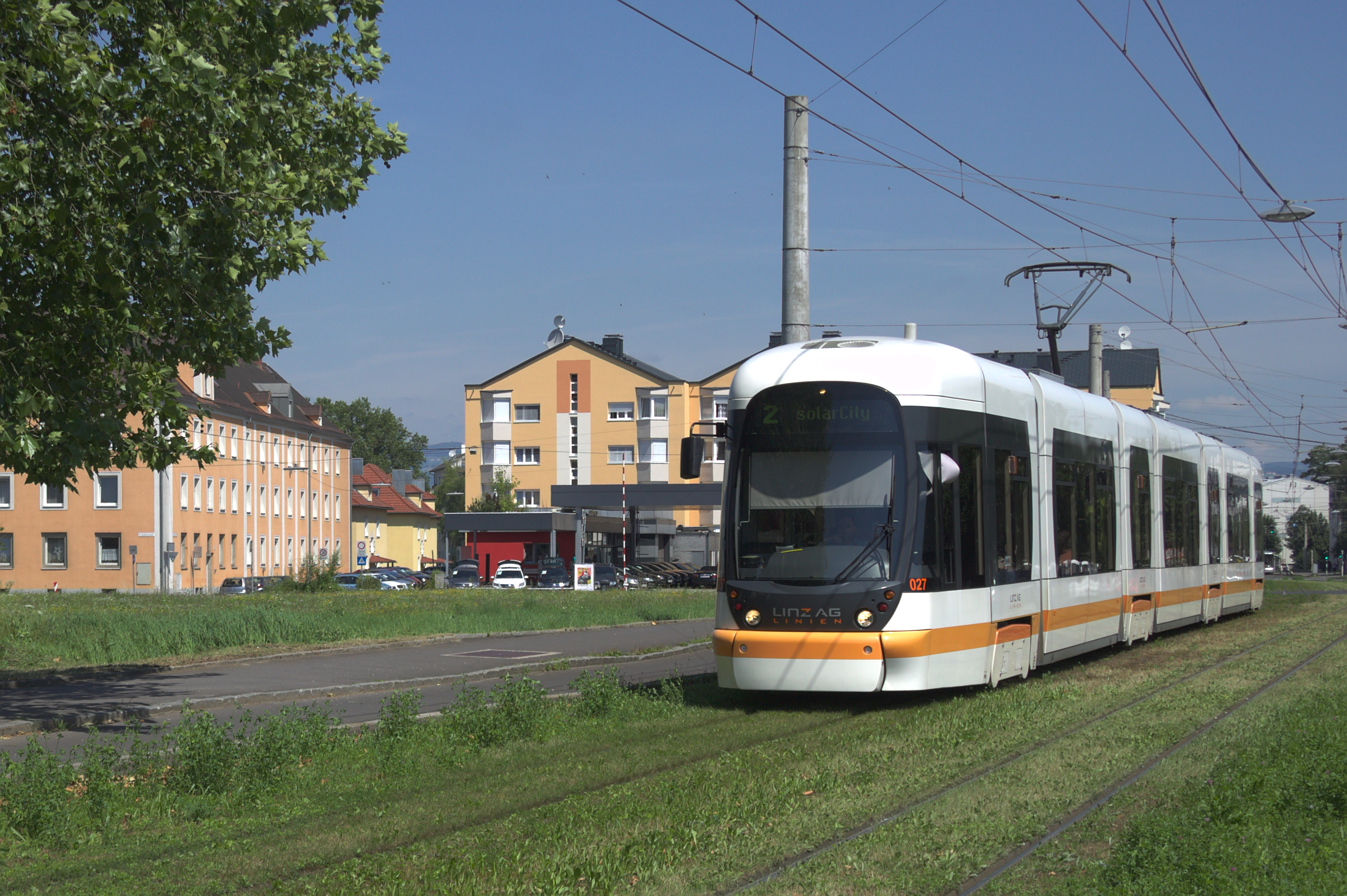
Tramvaj v Linci

| Obrázek | Město           | Článek | Popis                                                                                                  | Přehledová mapa    |
| ------- | --------------- | ------ | --- | ------------------ |
|         | Praha           | článek | Největší síť tramvajové dopravy v České republice.                                                     | Přehledová mapa ČR |
|         | Brno            | článek | Druhá největší síť v zemi, koňka byla v roce 1869 prvním tramvajovým provozem na území dnešního Česka. | Přehledová mapa ČR |
|         | Ostrava         | článek | Třetí největší tramvajový provoz v zemi.                                                               | Přehledová mapa ČR |
|         | Plzeň           | článek | Významná páteř zdejší MHD.                                                                             | Přehledová mapa ČR |
|         | Liberec         | článek | Do roku 2021 poslední tramvajový provoz na rozchodu 1000 mm v Česku.                                   | Přehledová mapa ČR |
|         | Most a Litvínov | článek | Malá síť mezi městy Mostem a Litvínovem.                                                               | Přehledová mapa ČR |
|         | Olomouc         | článek | Jeden z nejmenších vozových parků v zemi.                                                              | Přehledová mapa ČR |

#### Rakousko
- Gmunden
- Štýrský Hradec
- Innsbruck
- Linec (článek)
- Vídeň – 7. největší na světě (176 km) (článek)
- Waidhofen an der Ybbs – CityBahn (bez trolejí)[8]

#### Slovensko
| Obrázek | Město      | Článek | Popis                          |
| ------- | ---------- | ------ | ------------------------------ |
|         | Bratislava | článek | Nosný systém MHD v Bratislavě. |
|         | Košice     | článek | Střední síť o délce 34 km.     |

#### Maďarsko

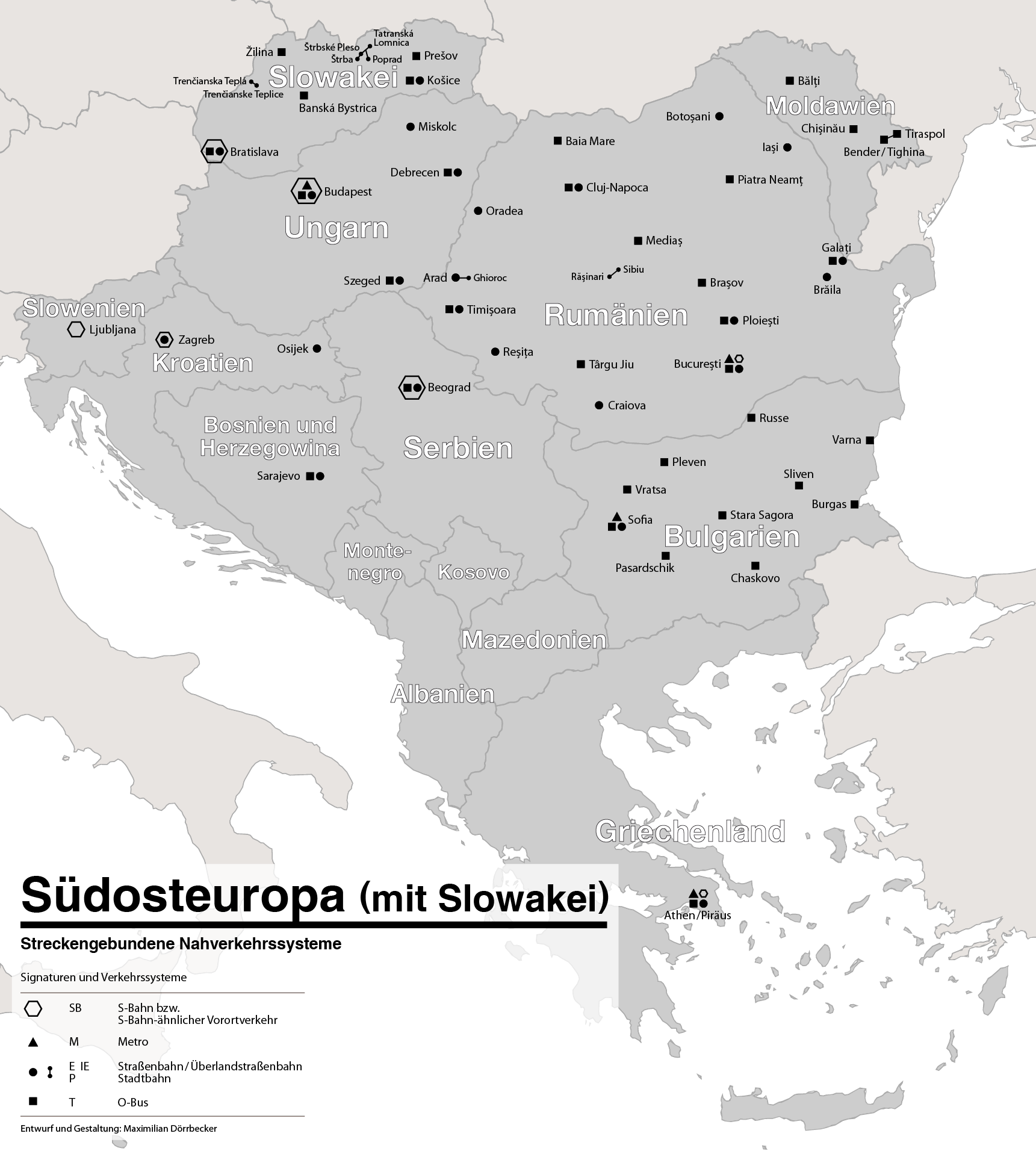

| Obrázek | Město    | Článek | Popis                                                |
| ------- | -------- | ------ | ---------------------------------------------------- |
|         | Budapešť | článek | Nejrozsáhlejší síť v zemi.                           |
|         | Debrecín | článek | Malá trať o délce pouhých 4,6 km.                    |
|         | Miskolc  | článek | Malá síť, v provozu české tramvaje Škoda 26T.        |
|         | Szeged   | článek | Malá síť, součást MHD spolu s autobusy a trolejbusy. |

### Východní Evropa

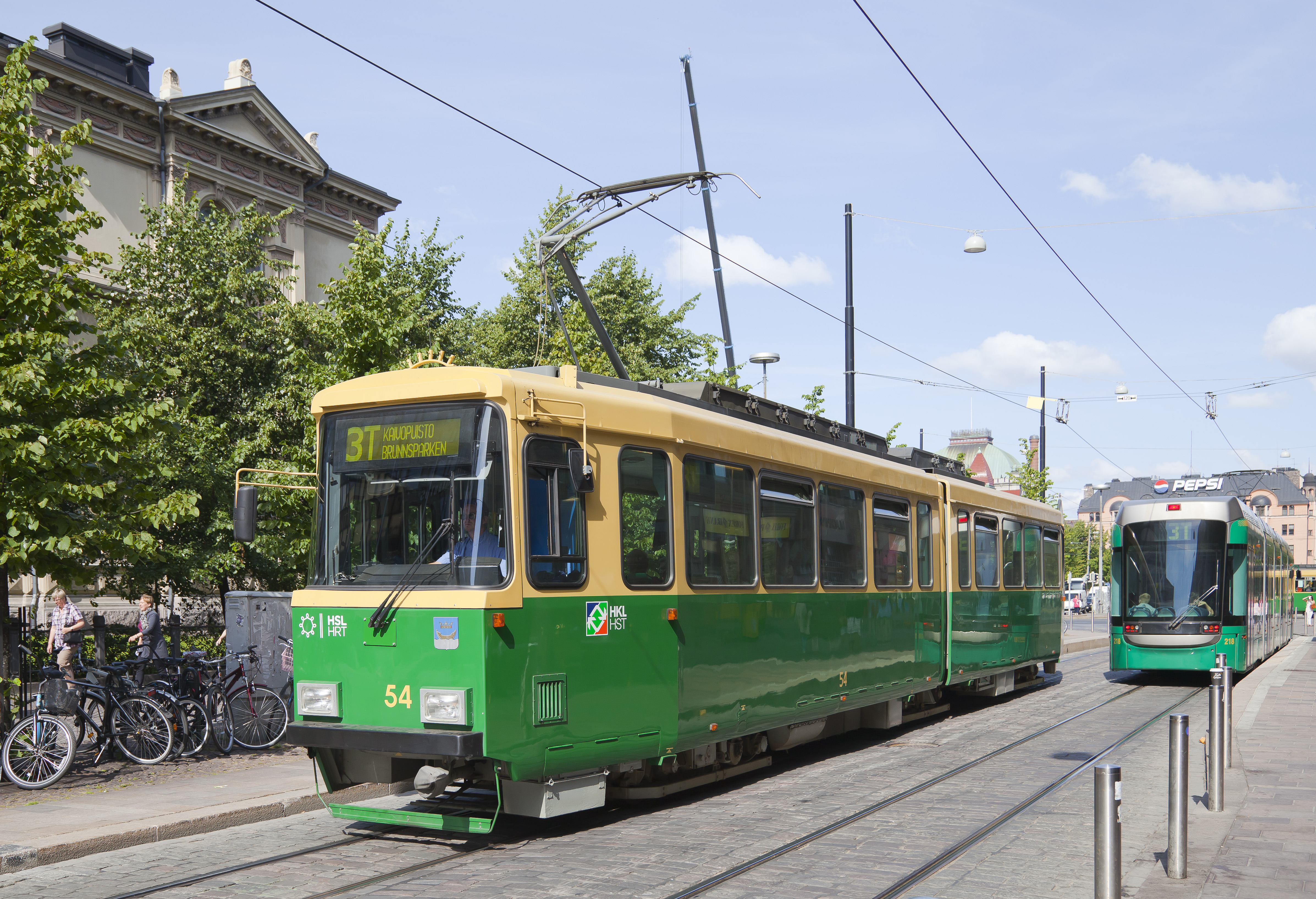
Tramvaj v Helsinkách

#### Finsko

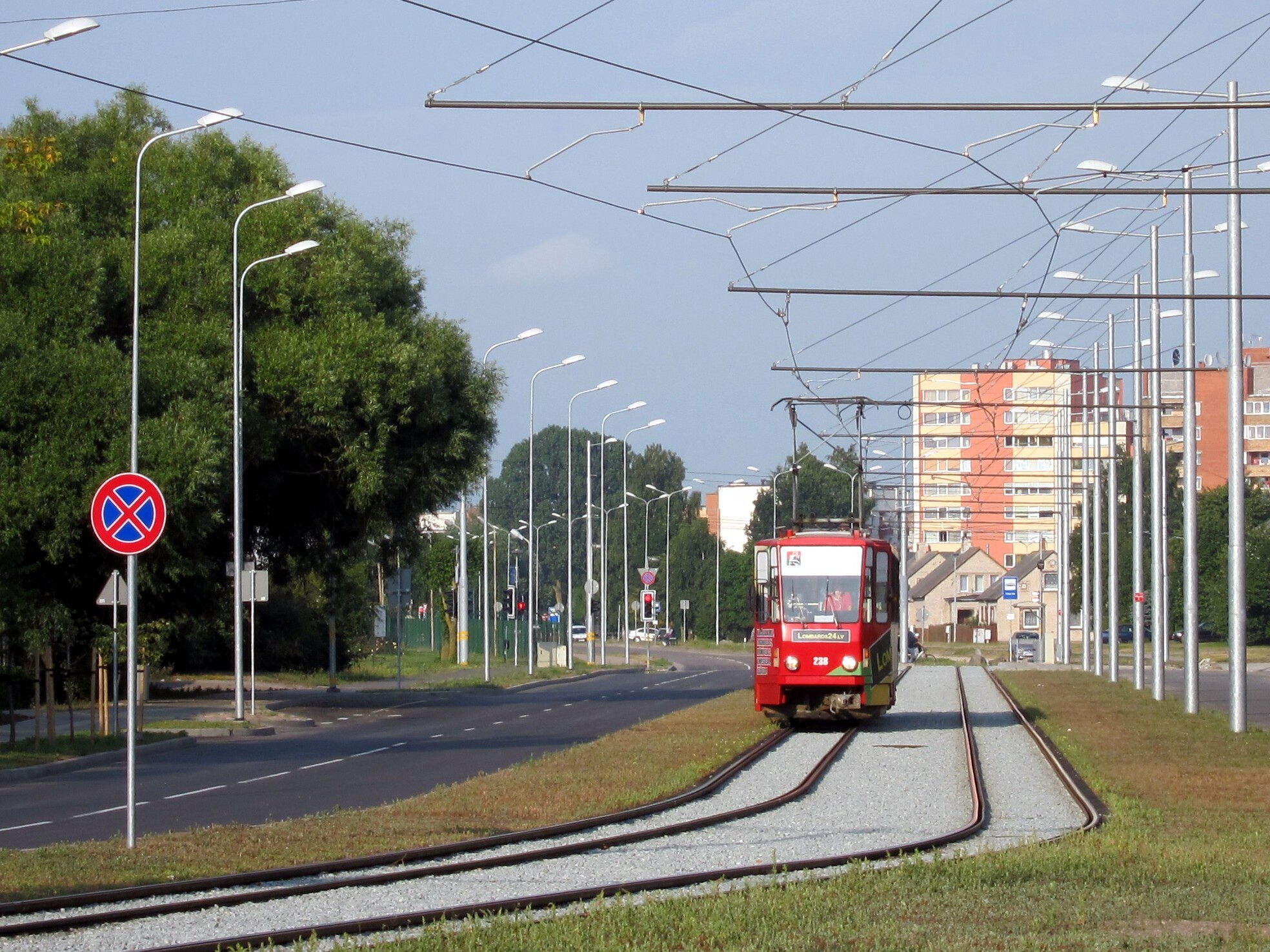
Tramvaj v Liepāji

- Helsinky
- Tampere

#### Estonsko
- Tallinn

#### Lotyšsko
- Daugavpils
- Liepāja (článek)
- Riga (článek)

#### Bělorusko
- Mazyr
- Minsk (článek)
- Navapolack
- Vicebsk

#### Rusko
- Ačinsk (článek)
- Angarsk (článek)
- Barnaul (článek)
- Bijsk (článek)
- Čeljabinsk (článek)
- Čerepovec (článek)
- Čerjomuški (článek)
- Džeržinsk (článek)
- Chabarovsk (článek)
- Irkutsk (článek)
- Iževsk (článek)
- Jaroslavl (článek)
- Jekatěrinburg (článek)
- Kaliningrad (článek)
- Kazaň (článek)
- Kemerovo (článek)
- Kolomna (článek)
- Komsomolsk na Amuru (článek)
- Krasnoarmějsk (článek)
- Krasnodar (článek)
- Krasnojarsk (článek)
- Krasnoturinsk (článek)
- Kursk (článek)
- Lipeck (článek)
- Magnitogorsk (článek)

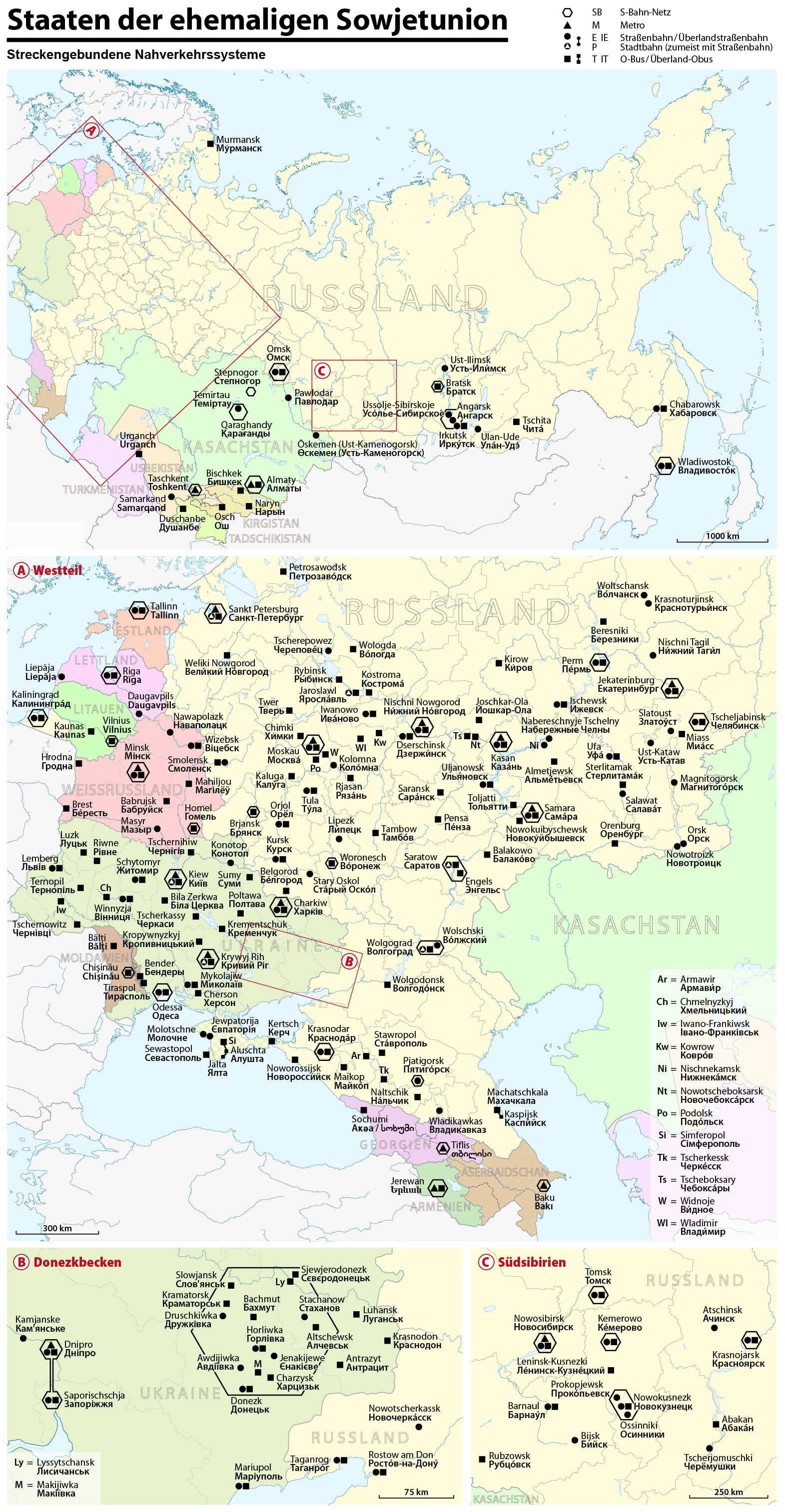

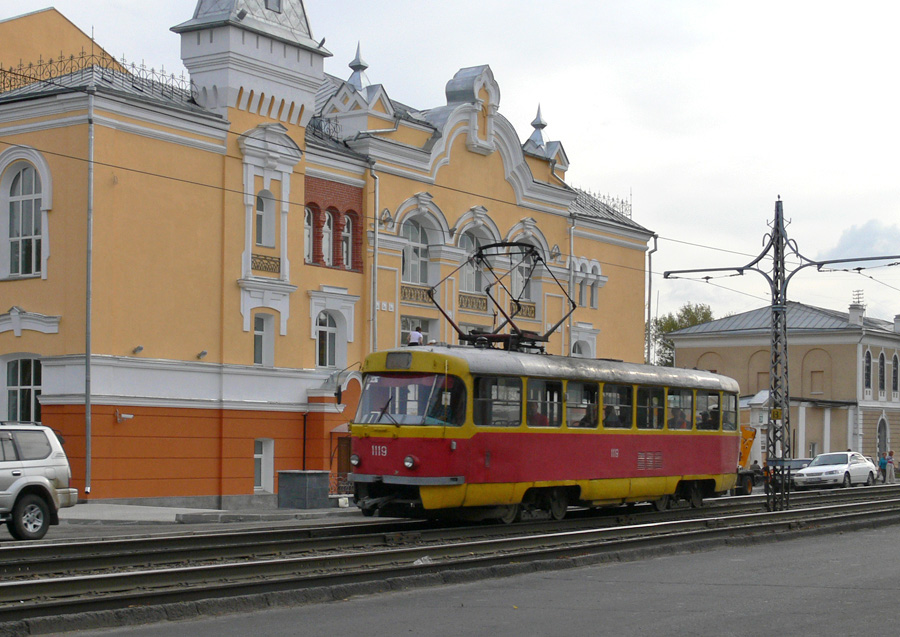
Tatra T3 v Barnaulu

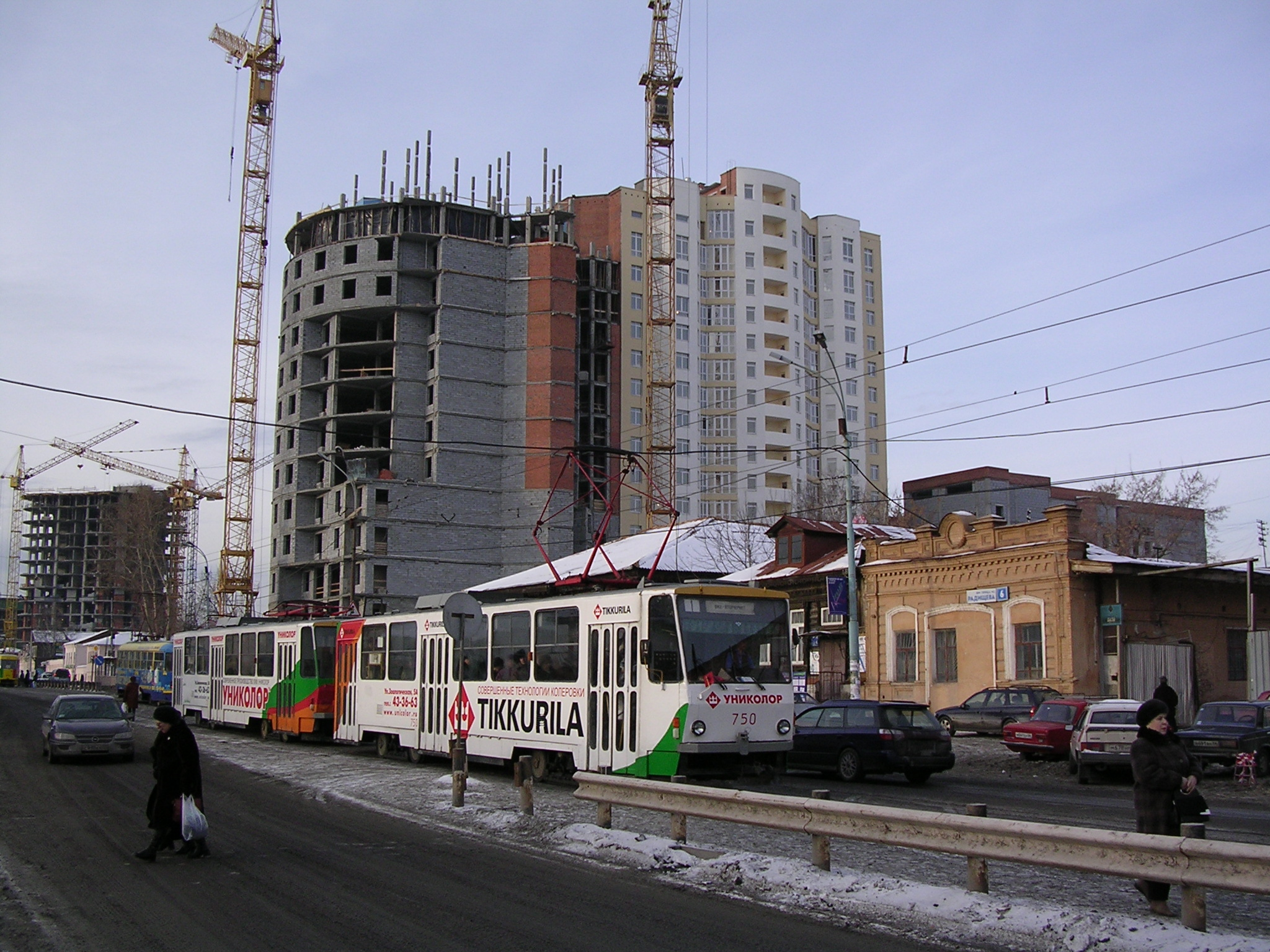
Tatra T6B5 v Jekatěrinburgu

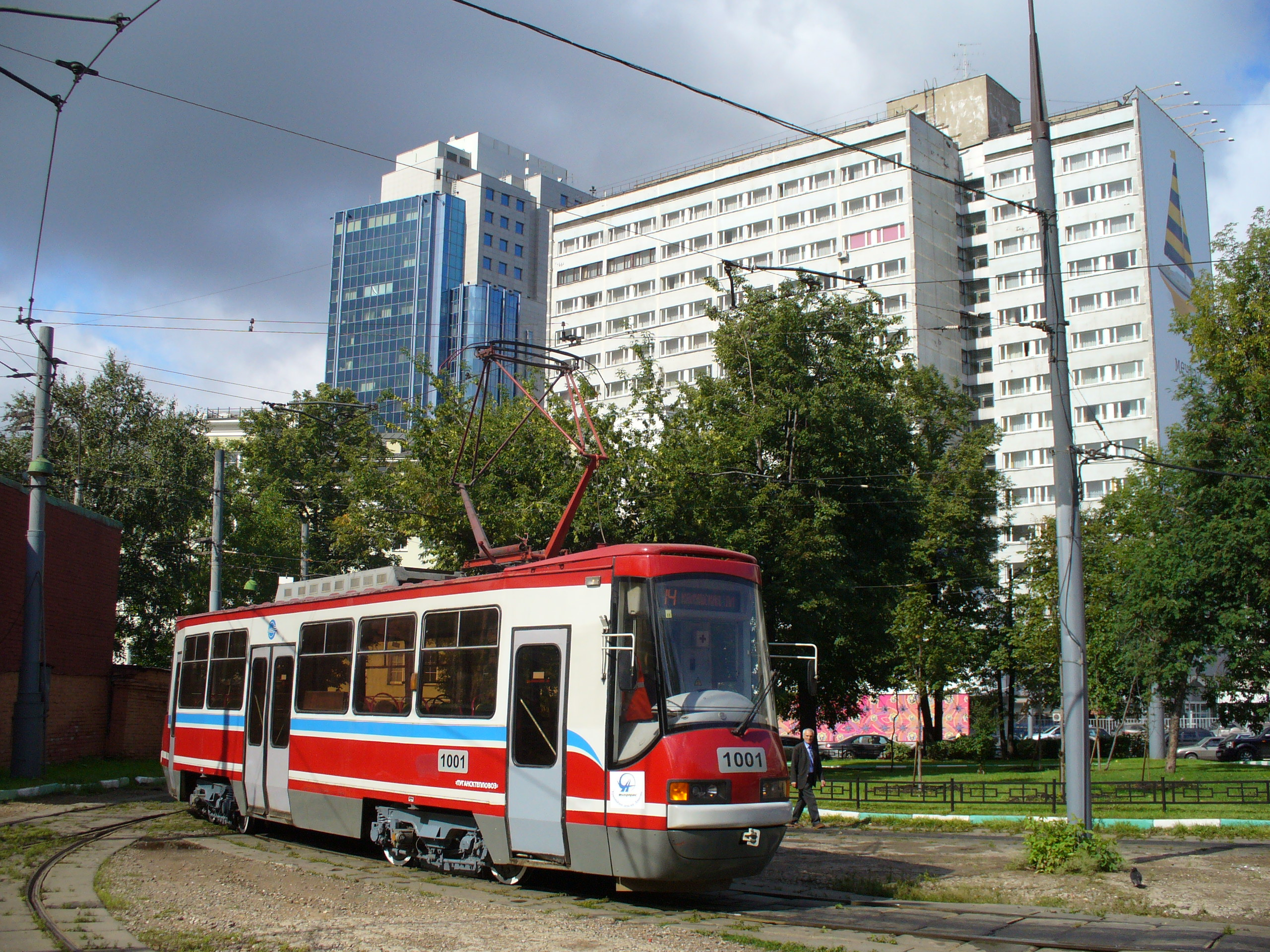
Tramvaj LT-5 v Moskvě

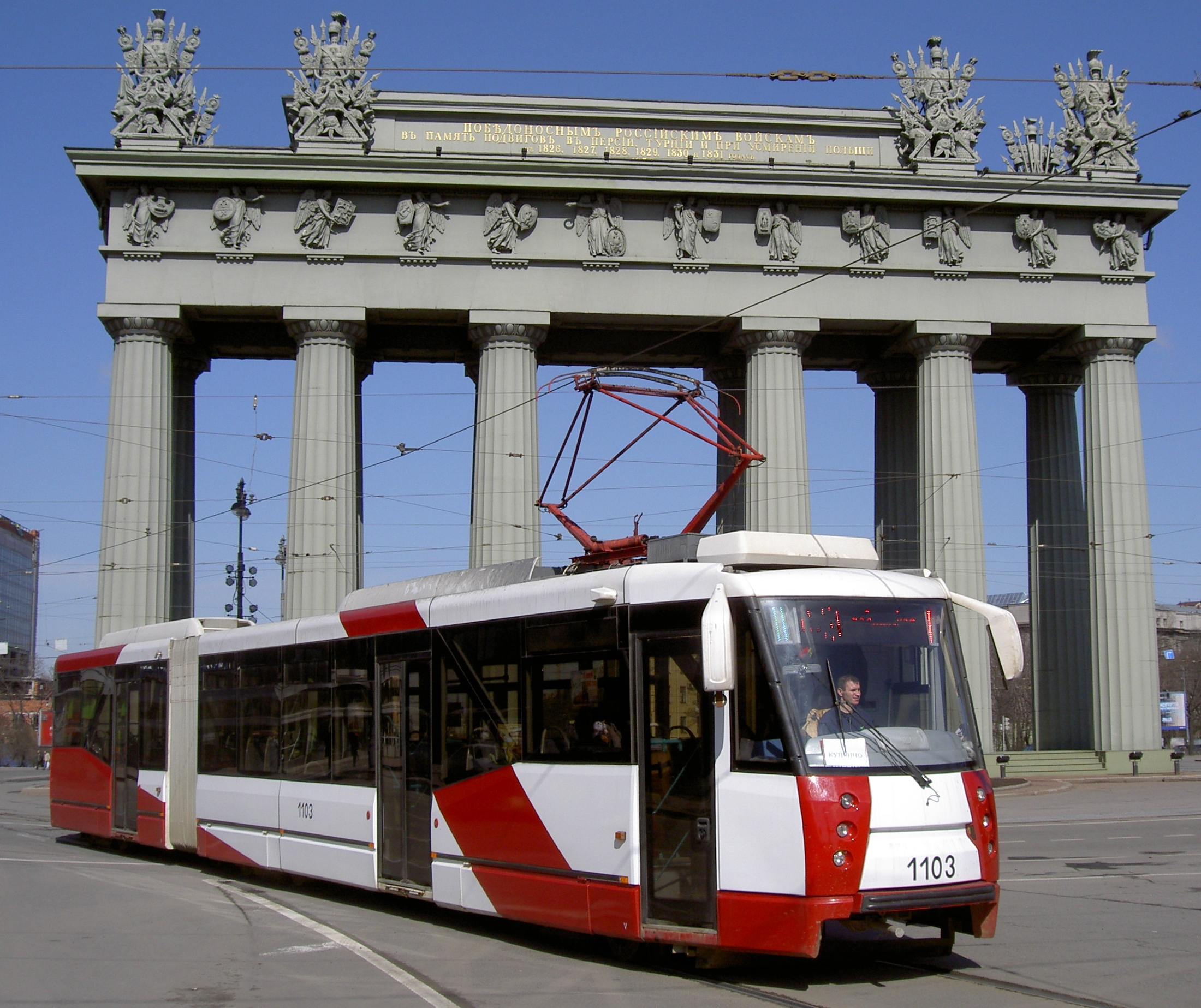
Tramvaj LVS-2005 v Petrohradu

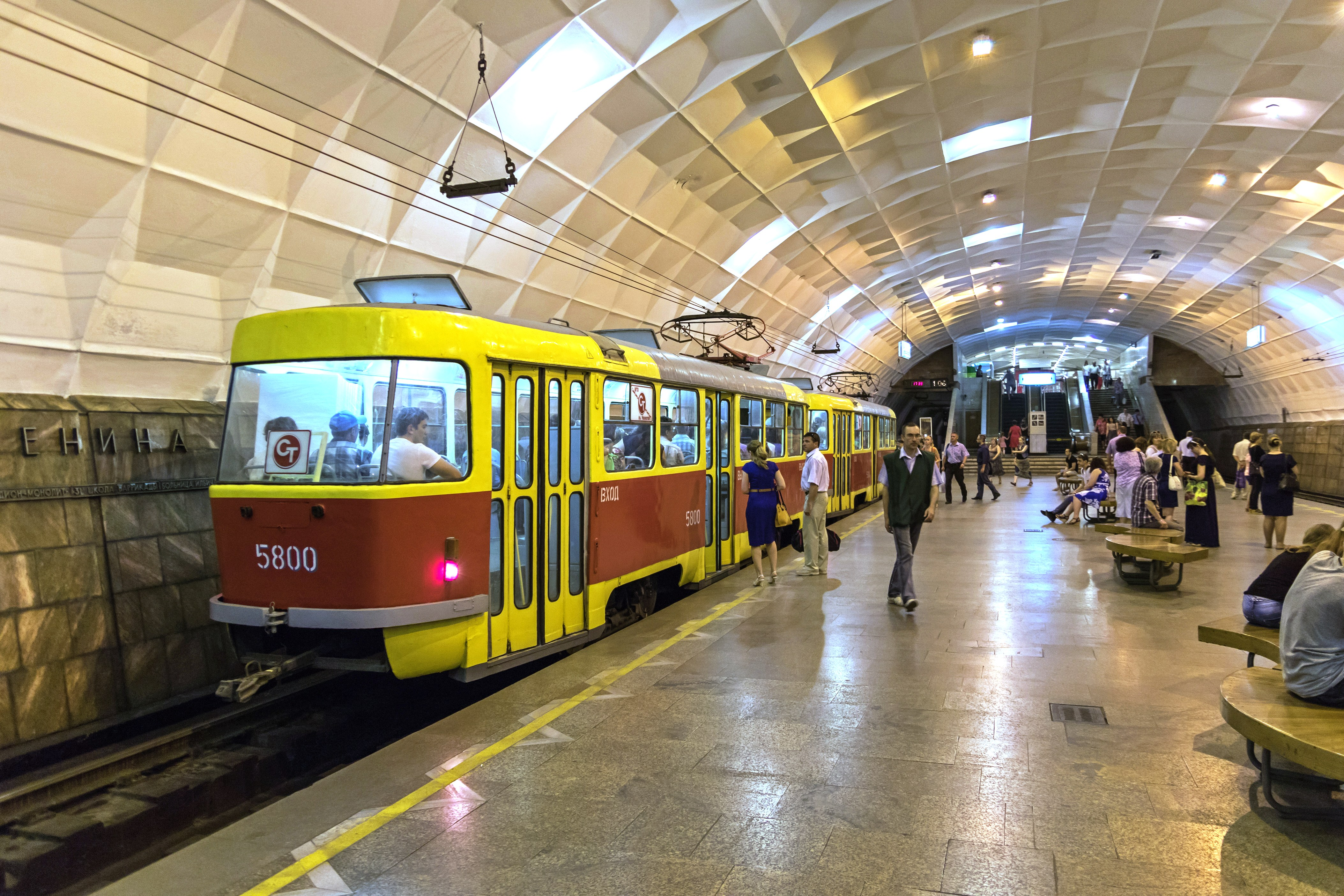
Tatra T3 v podzemní stanici Volgogradské tramvaje

- Moskva (článek) – 6. největší na světě (181 km)
- Naberežnyje Čelny (článek)
- Nižněkamsk (článek)
- Nižnij Tagil (článek)
- Nižnij Novgorod (článek)
- Noginsk (článek)
- Novočerkassk (článek)
- Novokuzněck (článek)
- Novosibirsk (článek)
- Novotroick (článek)
- Omsk (článek)
- Orel (článek)
- Orsk (článek)
- Osinniki (článek)
- Petrohrad (článek) – 2. největší na světě (205 km)
- Perm (článek)
- Pjatigorsk (článek)
- Prokopjevsk (článek)
- Rostov na Donu (článek)
- Salavat (článek)
- Samara (článek)
- Saratov (článek)
- Simbirsk (článek)
- Smolensk (článek)
- Staryj Oskol (článek)
- Šachty (článek)
- Taganrog (článek)
- Tomsk (článek)
- Tula (článek)
- Ufa (článek)
- Ulan-Ude (článek)
- Uljanovsk (článek)
- Usolje-Sibirskoje (článek)
- Usť-Ilimsk (článek) - uzavřeno 2022
- Vladikavkaz (článek)
- Vladivostok (článek)
- Volčansk (článek)
- Volgograd (článek)
- Zlatoust (článek)

#### Ukrajina

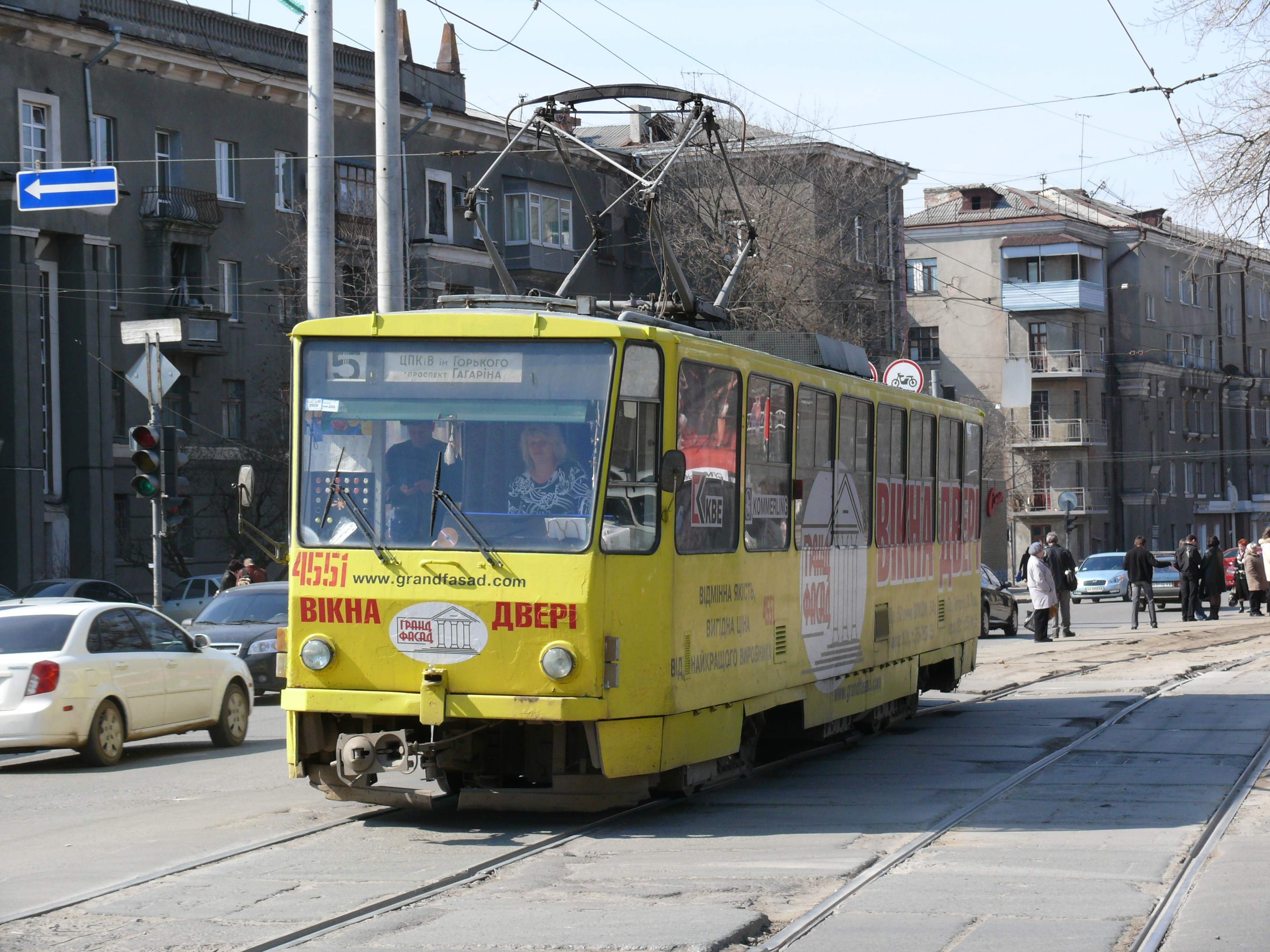
Tatra T6B5 v Charkově

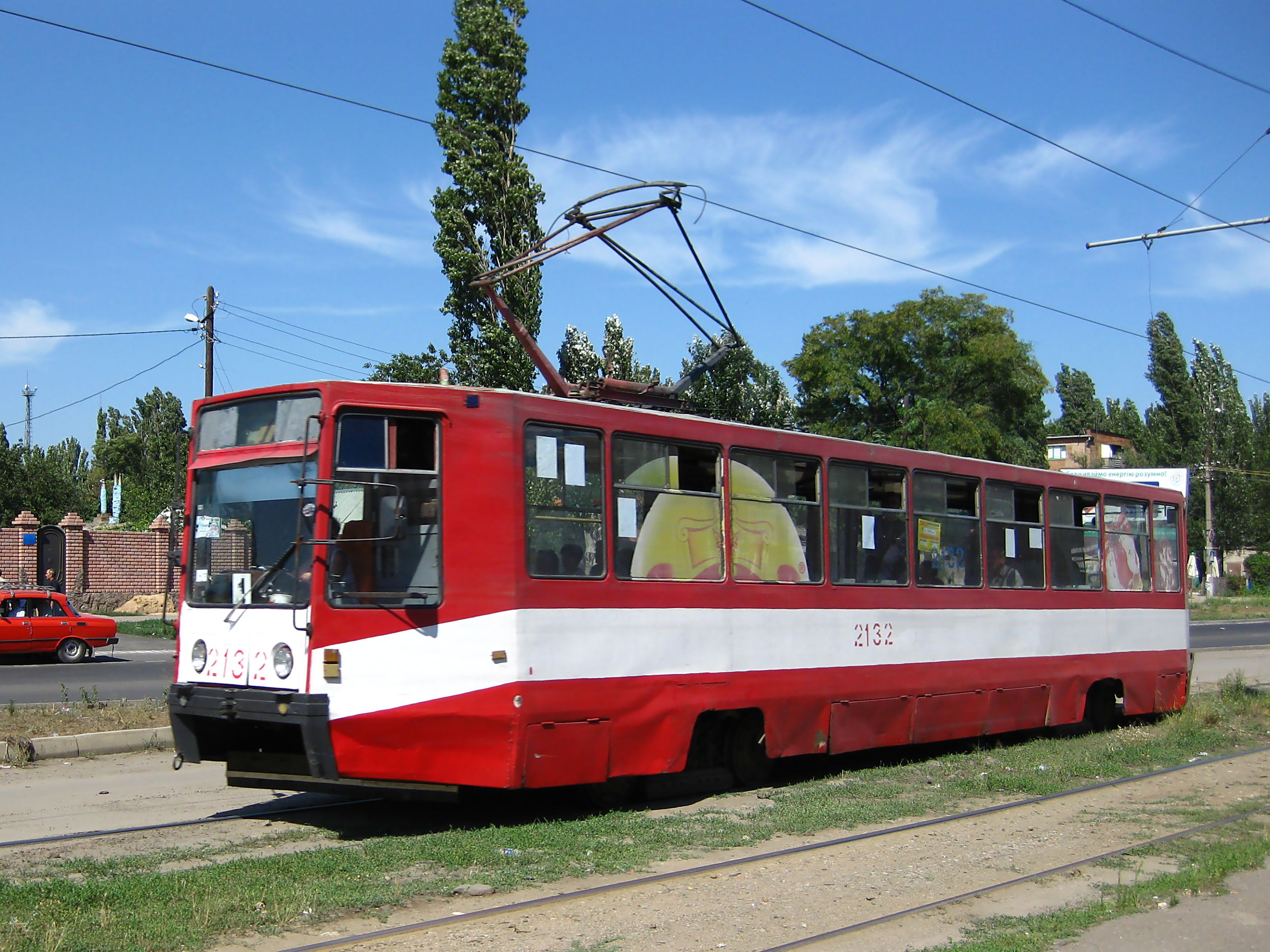
KTM-8 na systému v Mykolajivu

- Avdijivka (článek)
- Dnipro (článek)
- Doněck (článek)
- Družkovka (článek)
- Horlivka (článek)
- Jenakijeve (článek)
- Charkov (článek)
- Jevpatorija (článek)
- Lvov (článek)
- Kamjanske (článek)
- Konotop (článek)
- Kramatorsk (článek)
- Kryvyj Rih (článek, rychlodráha)
- Kyjev (článek)
- Mariupol (článek)
- Moločnoje (článek)
- Mykolajiv (článek)
- Oděsa (článek)
- Stachanov (článek)
- Vinnycja (článek)
- Záporoží (článek)
- Žytomyr (článek)

#### Bosna a Hercegovina

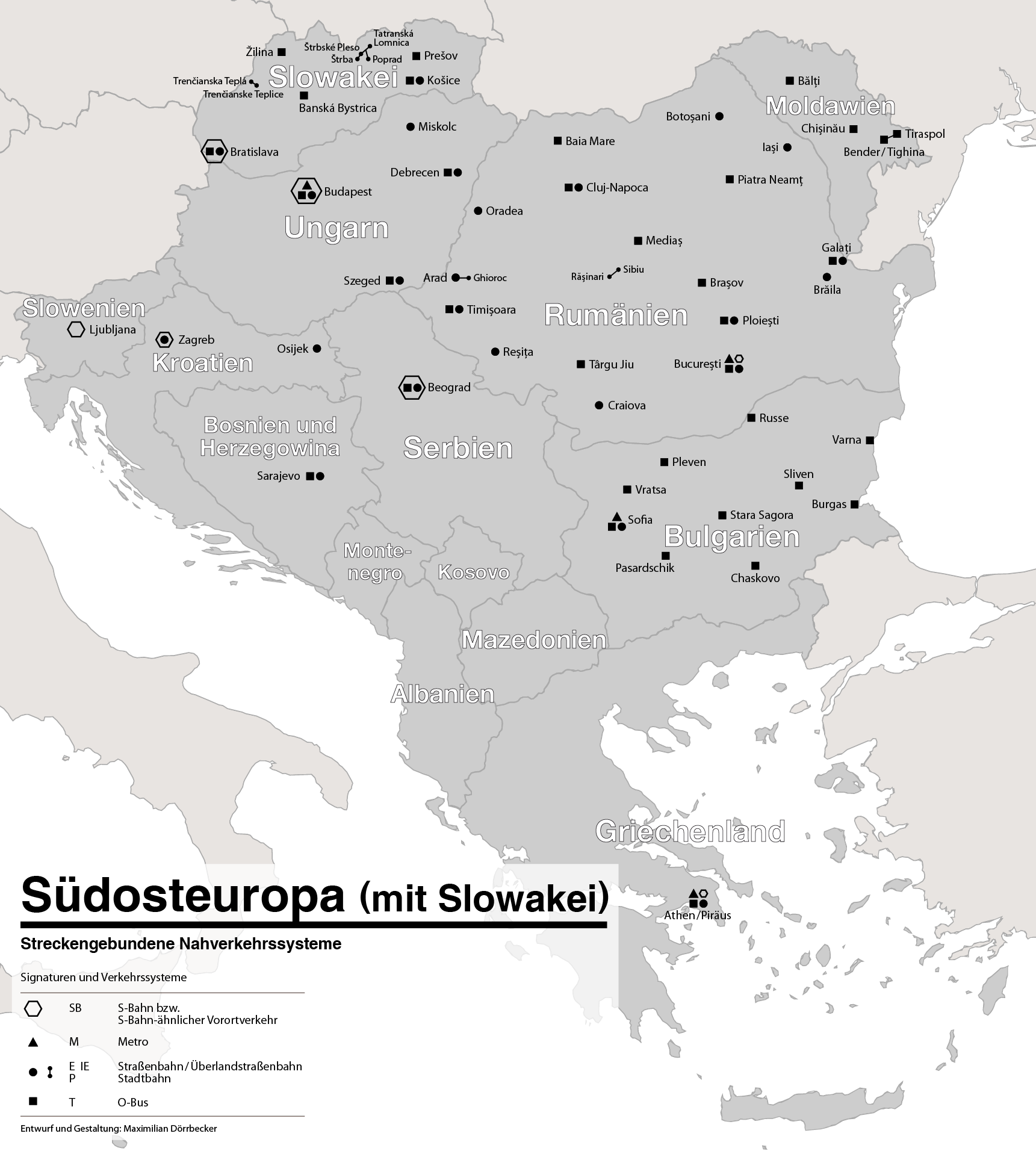

- Sarajevo (článek)

#### Srbsko
- Bělehrad (článek)

#### Chorvatsko
- Záhřeb (článek)
- Osijek (článek)

#### Rumunsko

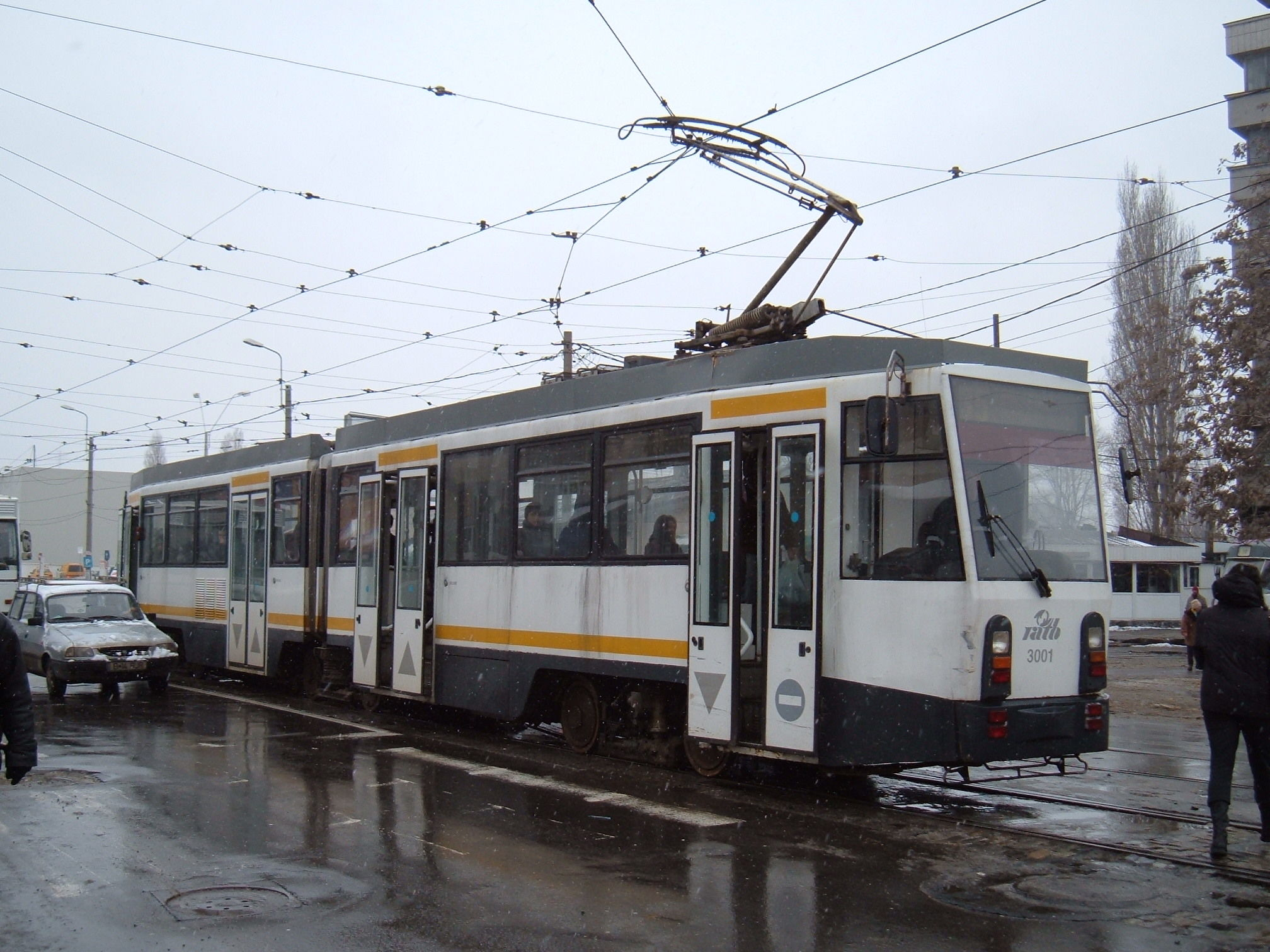
Tramvaj v Bukurešťi

- Arad (článek)
- Botoșani
- Brăila
- Bukurešť
- Kluž
- Craiova
- Galaţi
- Jasy
- Oradea
- Ploieşti
- Timişoara

#### Bulharsko
- Sofie

#### Řecko

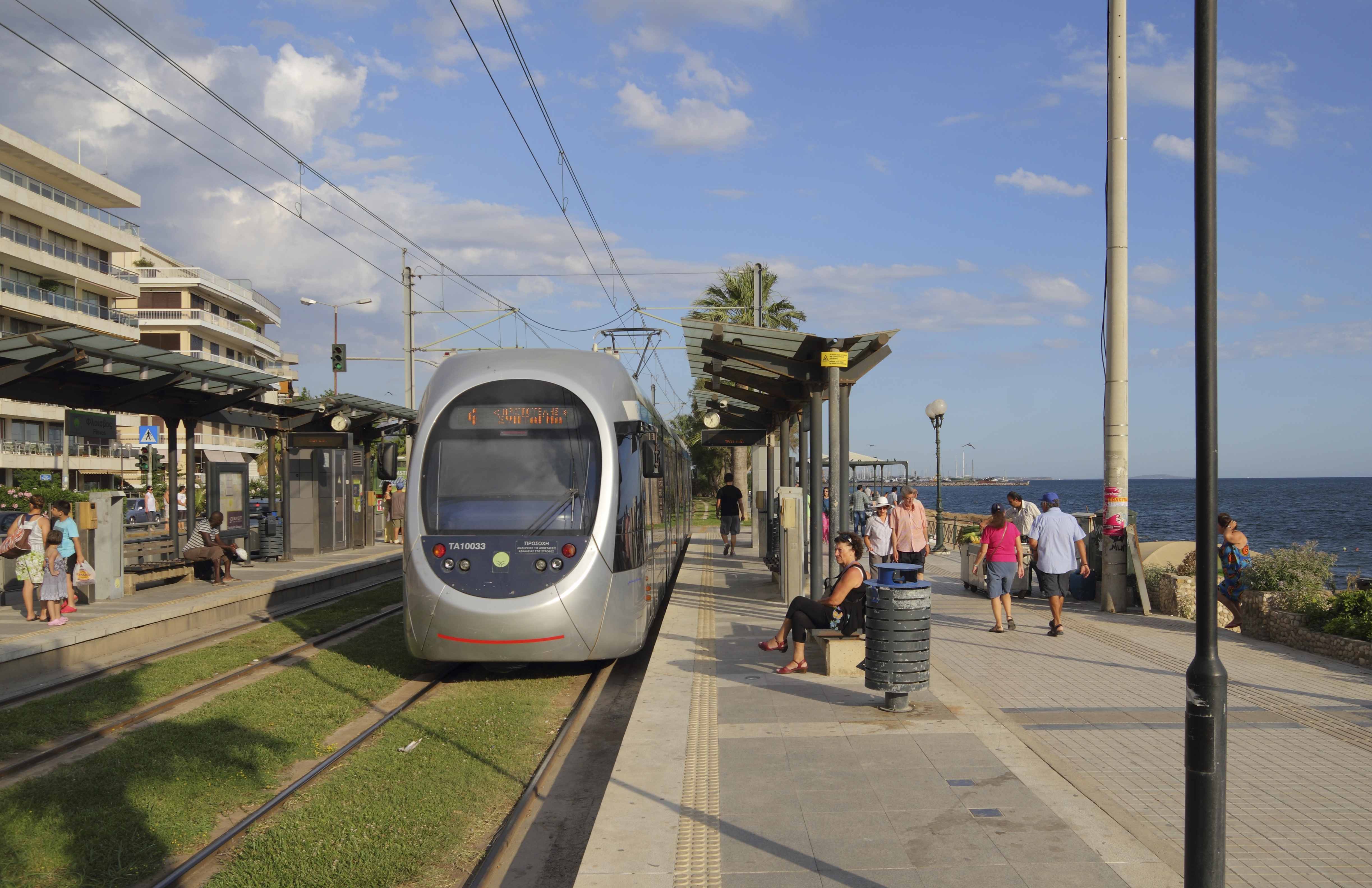
Tramvaj v Athénách

- Athény (článek)

#### Turecko

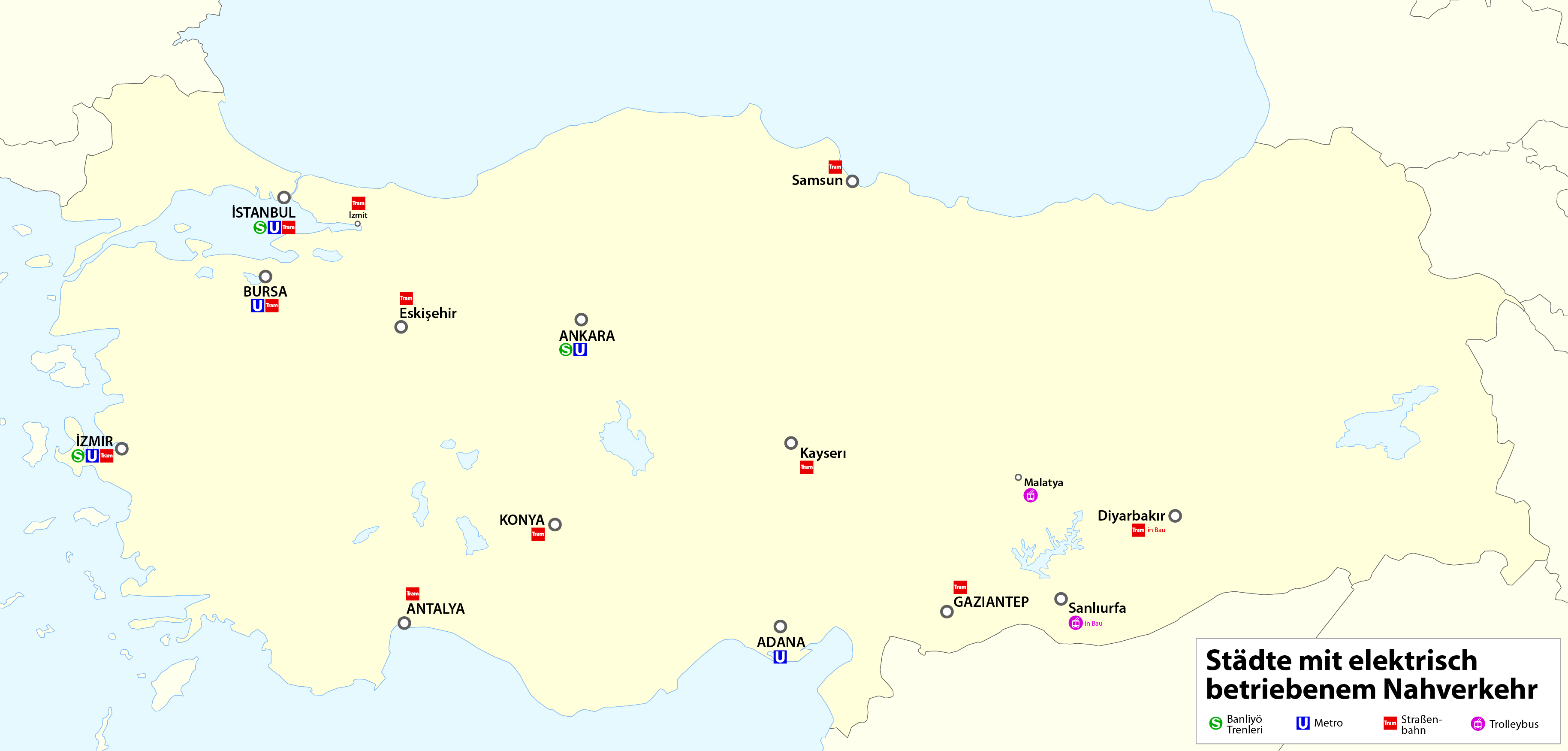

- Antalya
- Eskišehir (článek)
- Istanbul (článek)
- İzmit
- Keyseri
- Konya (článek)
- Samsun (článek)
- Smyrna

## Asie

### Barma
- Rangún

### Čína

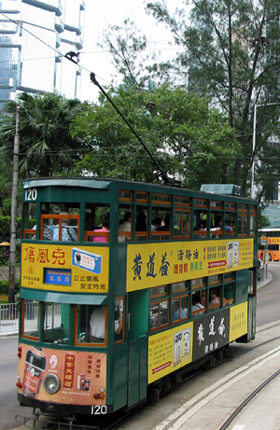
Dvoupatrová tramvaj v Hongkongu

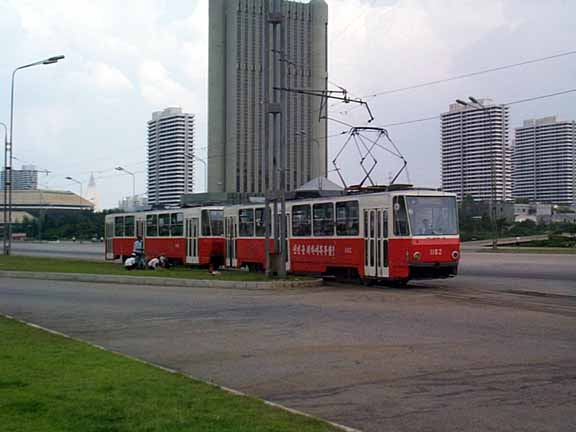
Souprava tramvaj typu Tatra T6B5K v Pchjongjangu

- Čchang-čchun
- Čcheng-tu
- Čching-tao
- Čchiou-pej
- Ču-chaj
- Fo-šan
- Hongkong
- Chuang-š’
- Chuaj-an
- Kanton
- Meng-c'
- Nanking
- Nan-pching – rychlodráha
- Peking
- San-ja
- Su-čou
- Šanghaj
- Šen-čen
- Šen-jang
- Ta-lien
- Tchien-šuej
- Ťia-sing
- Tu-ťiang-jen
- Wu-chan

### Filipíny
- Manila – rychlodráha

### Indie
- Kalkata (článek)

### Indonésie
- Jakarta – rychlodráha
- Palembang – rychlodráha

### Izrael
- Jeruzalém (článek)[9]
- Tel Aviv (článek)

### Japonsko

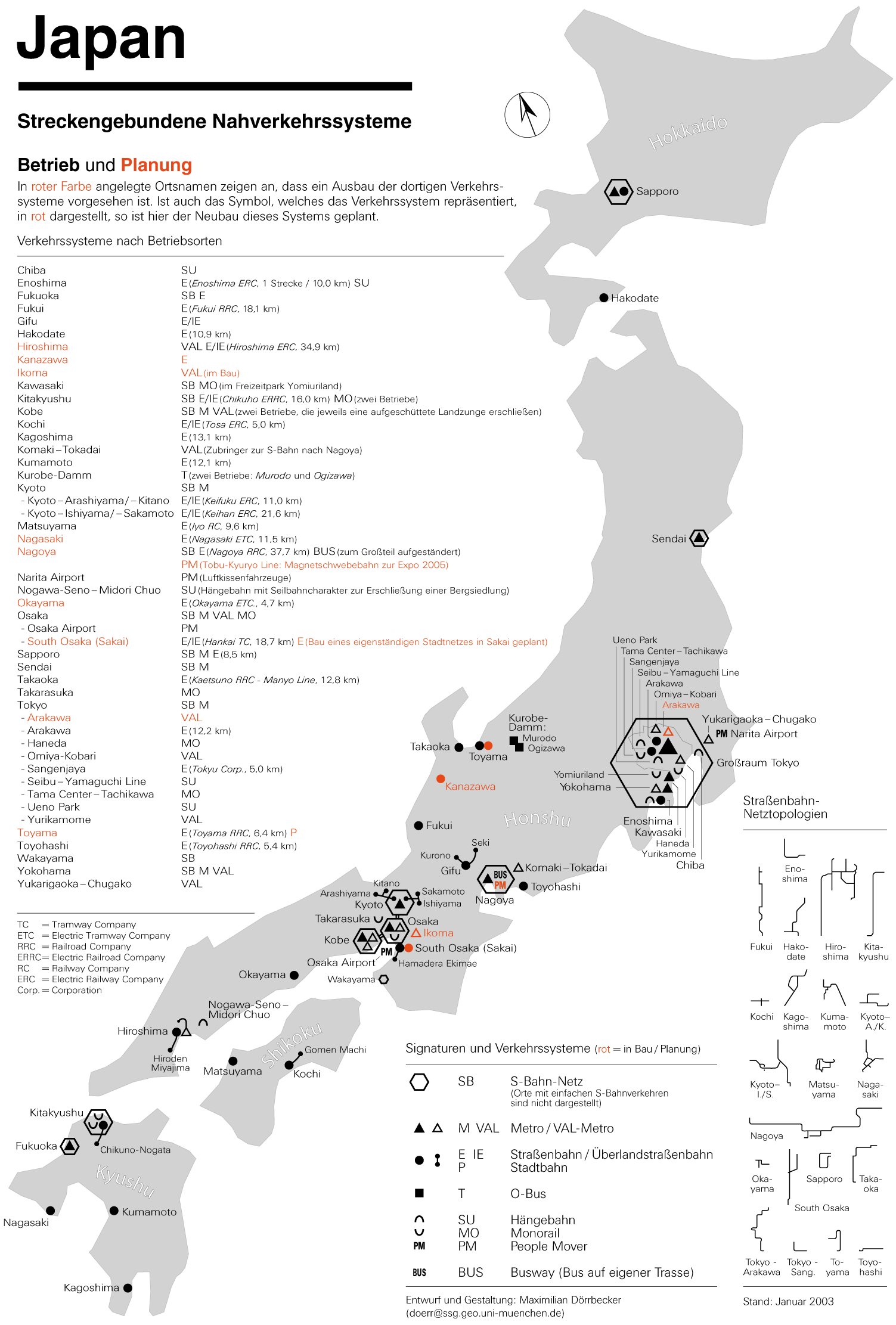

- Hakodate
- Hirošima
- Kagošima
- Kamakura
- Kóči
- Kjóto
- Kumamoto
- Macujama
- Nagasaki
- Okajama
- Ósaka
- Tokio
- Sapporo
- Tojama
- Toyohashi
- Ucunomija – rychlodráha

### Katar
- Ar-Raján
- Lusail – rychlodráha

### Kazachstán

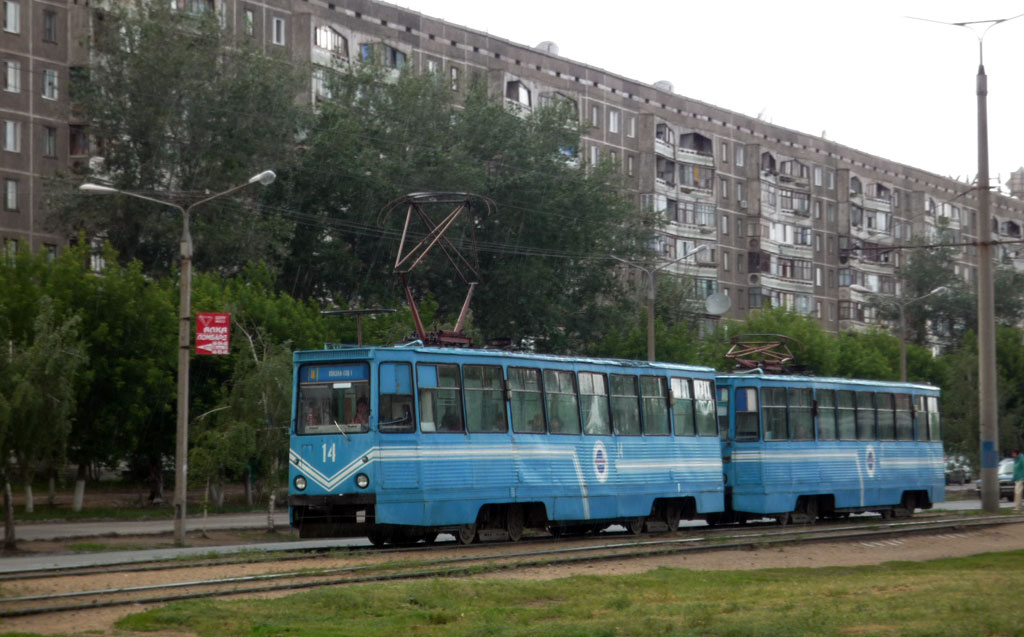
Tramvaj v Pavlodaru

- Öskemen
- Pavlodar
- Temirtau

### Severní Korea

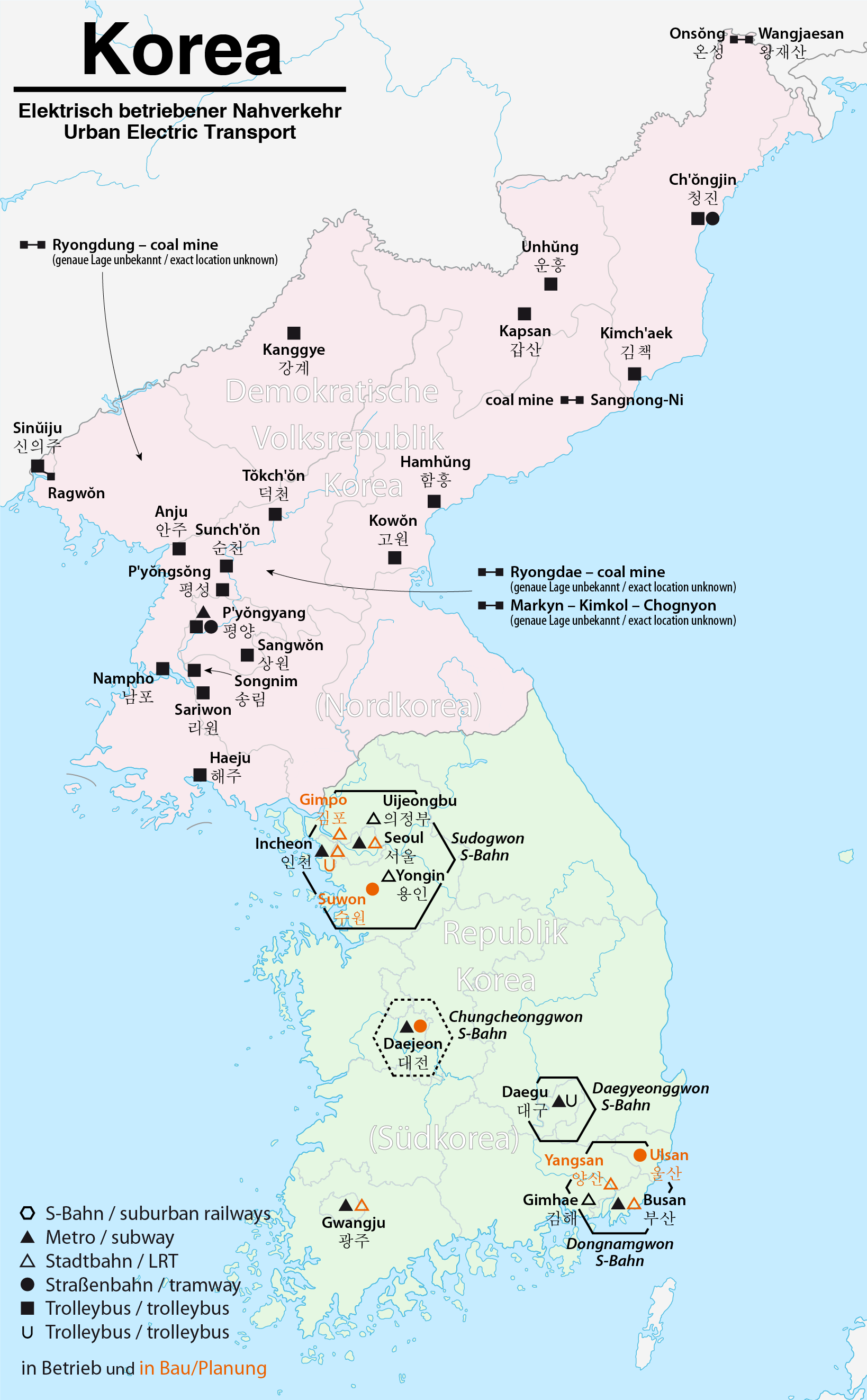

- Čchongdžin (článek)
- Pchjongjang (článek)

### Spojené arabské emiráty
- Dubaj

### Tchaj-wan
- Kao-siung
- Nová Tchaj-pej – rychlodráha

### Uzbekistán
- Samarkand

## Afrika

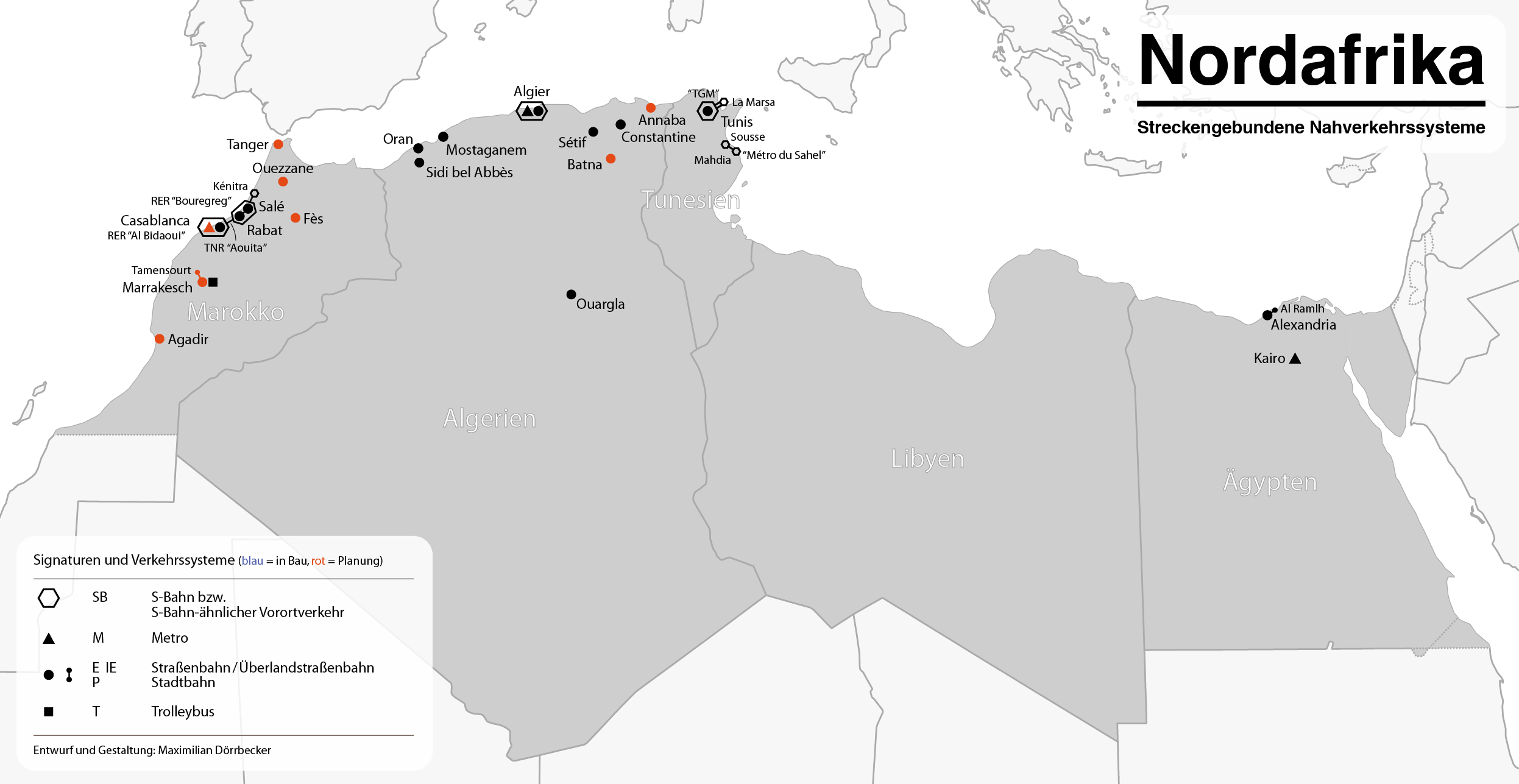

### Alžírsko

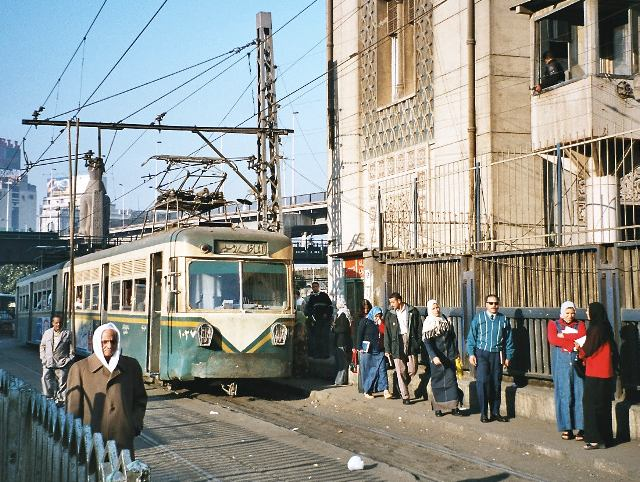
Tramvaj v Heliopolisu

- Alžír
- Constantine
- Mostaganem
- Oran
- Ouargla
- Sétif
- Sidi Bel Abbès

### Egypt
- Káhira a Heliopolis (článek) - uzavřeno 2019
- Alexandrie
- Helwán - uzavřeno 2011

### Etiopie
- Addis Abeba – rychlodráha

### Maroko
- Casablanca
- Rabat a Salé

### Mauricius
- Port Louis – rychlodráha

### Tunisko
- Tunis

### Jihoafrická republika
- Kimberley – historická linka

## Severní Amerika

### Kanada

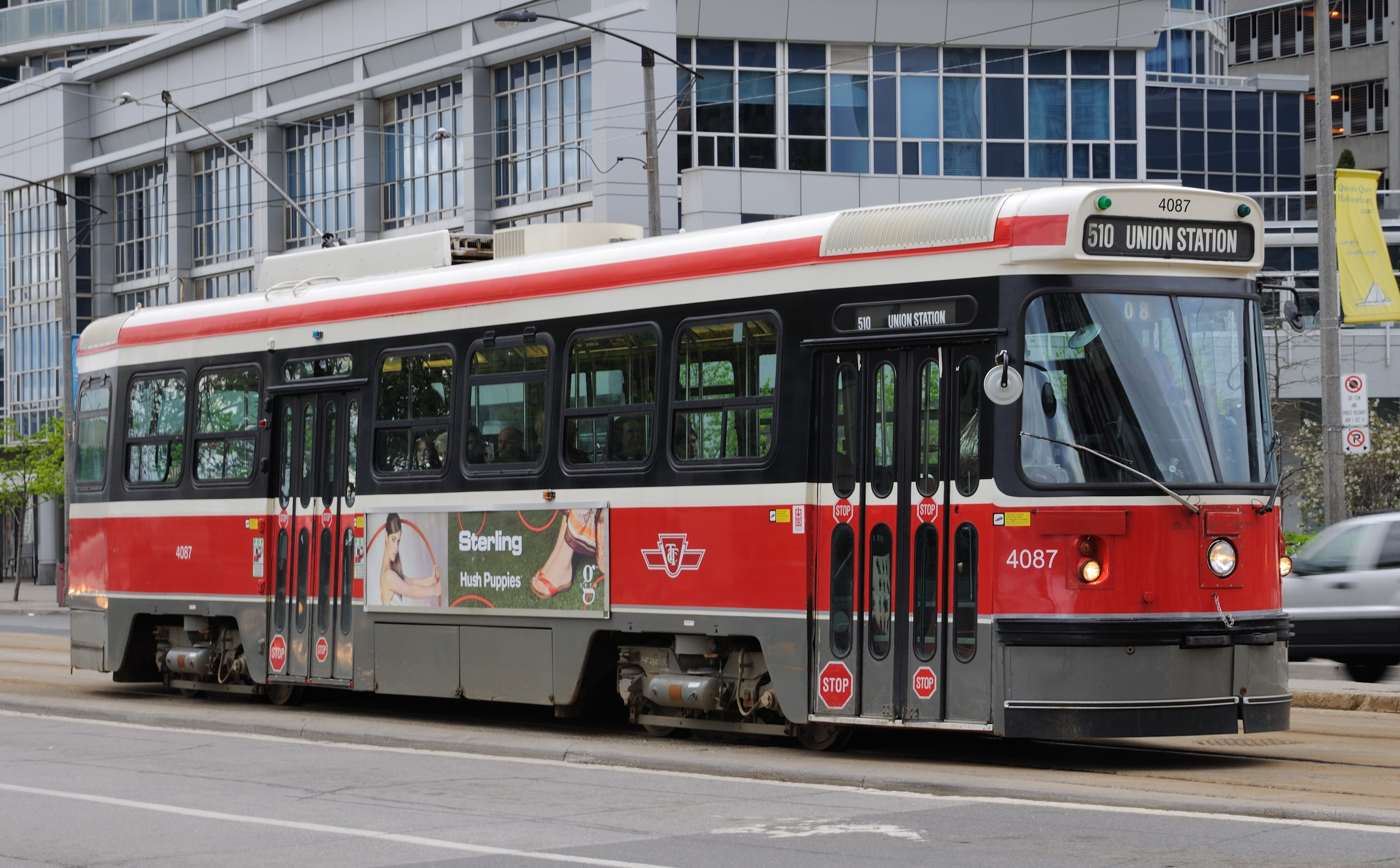
Tramvaj v Torontu

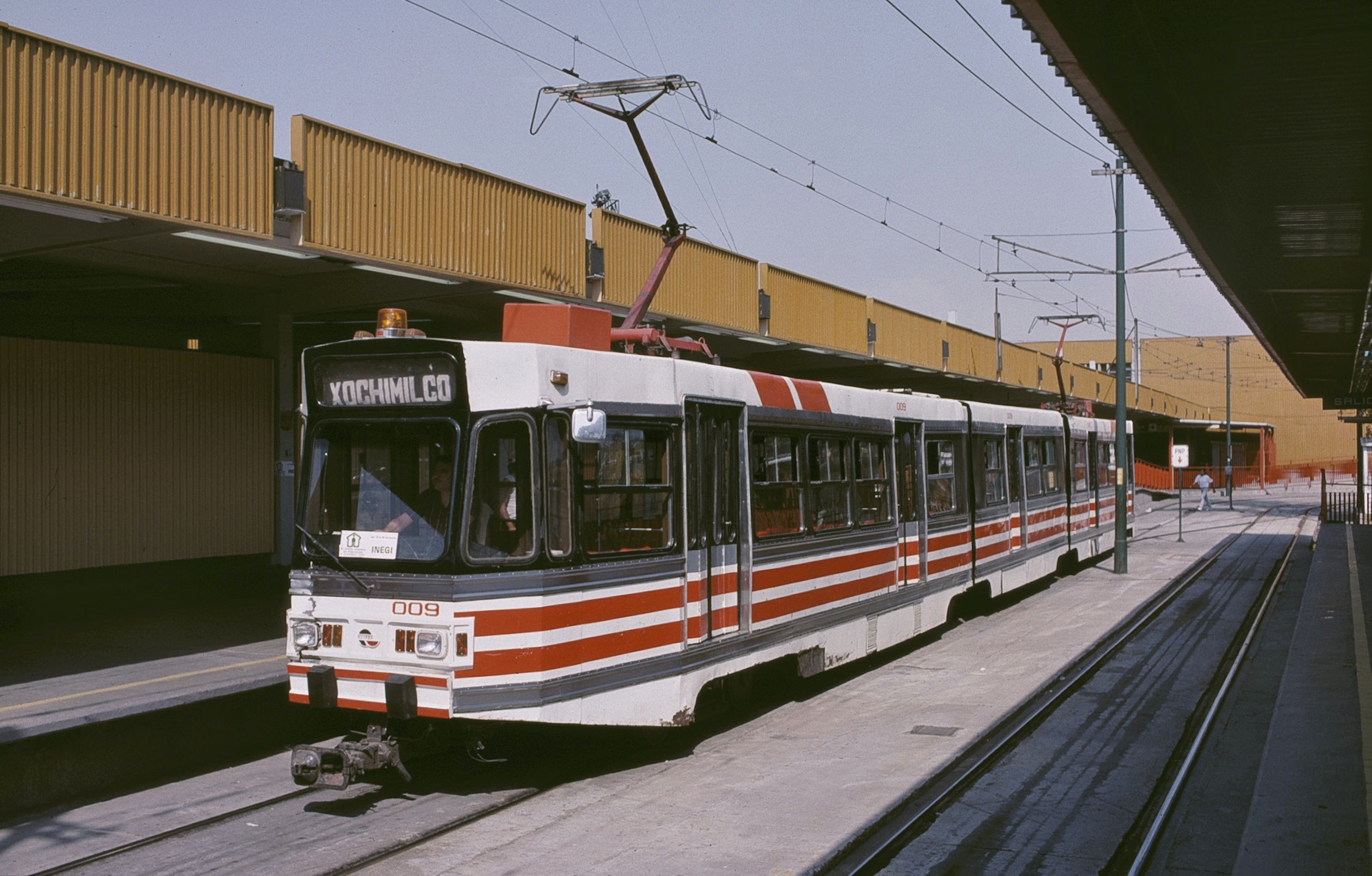
Rychlodráždní tramvaj v Mexico City

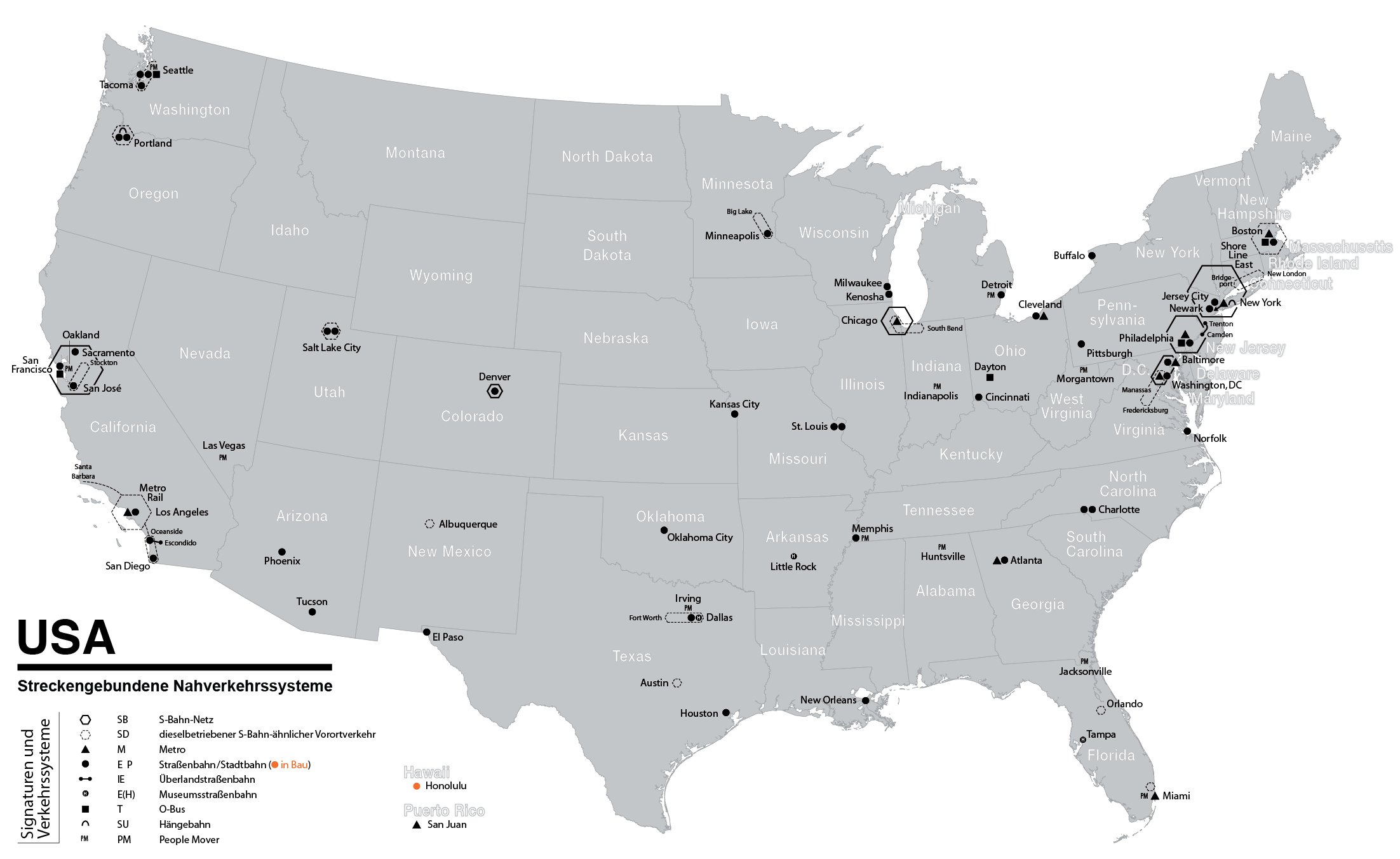

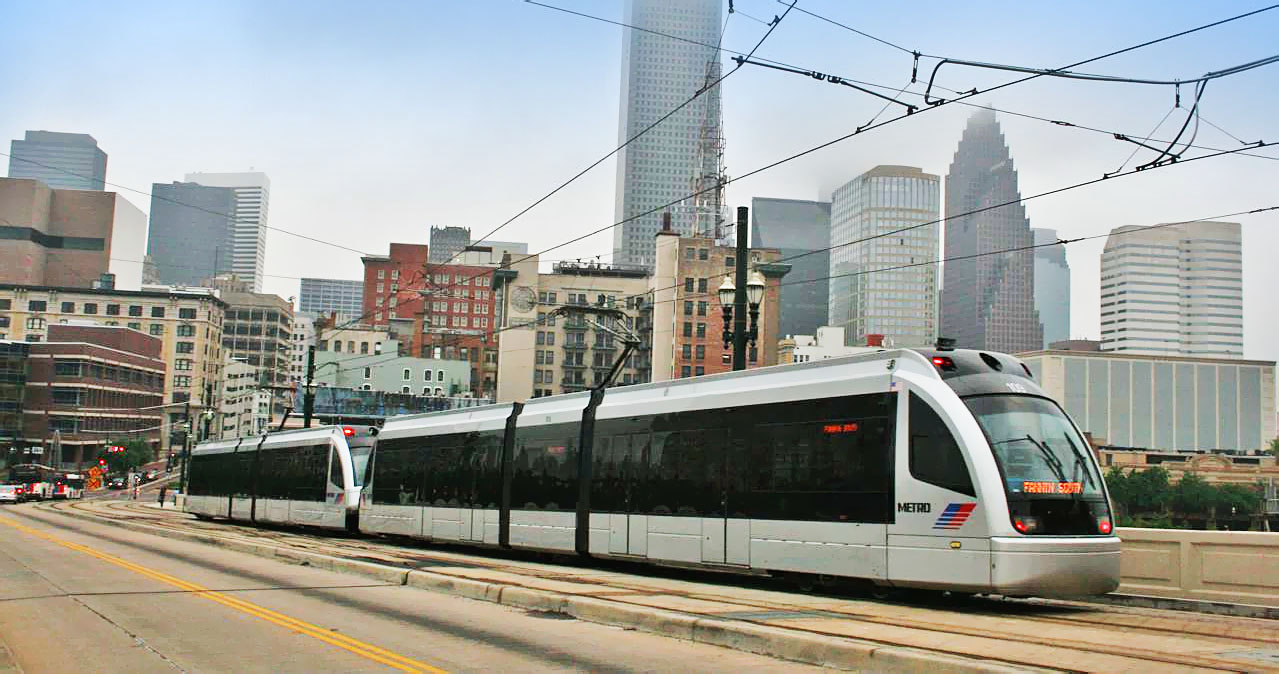
Souprava houstonských tramvají

- Calgary – rychlodráha (light rail)
- Edmonton – rychlodráha, historická tramvaj (heritage streetcar)
- Nelson – heritage streetcar
- Ottawa – rychlodráha, ve výstavbě, v provozu od 2018
- Toronto – pouliční
- Region Waterloo – rychlodráha, ve výstavbě
- Whitehorse – heritage streetcar

### Mexiko

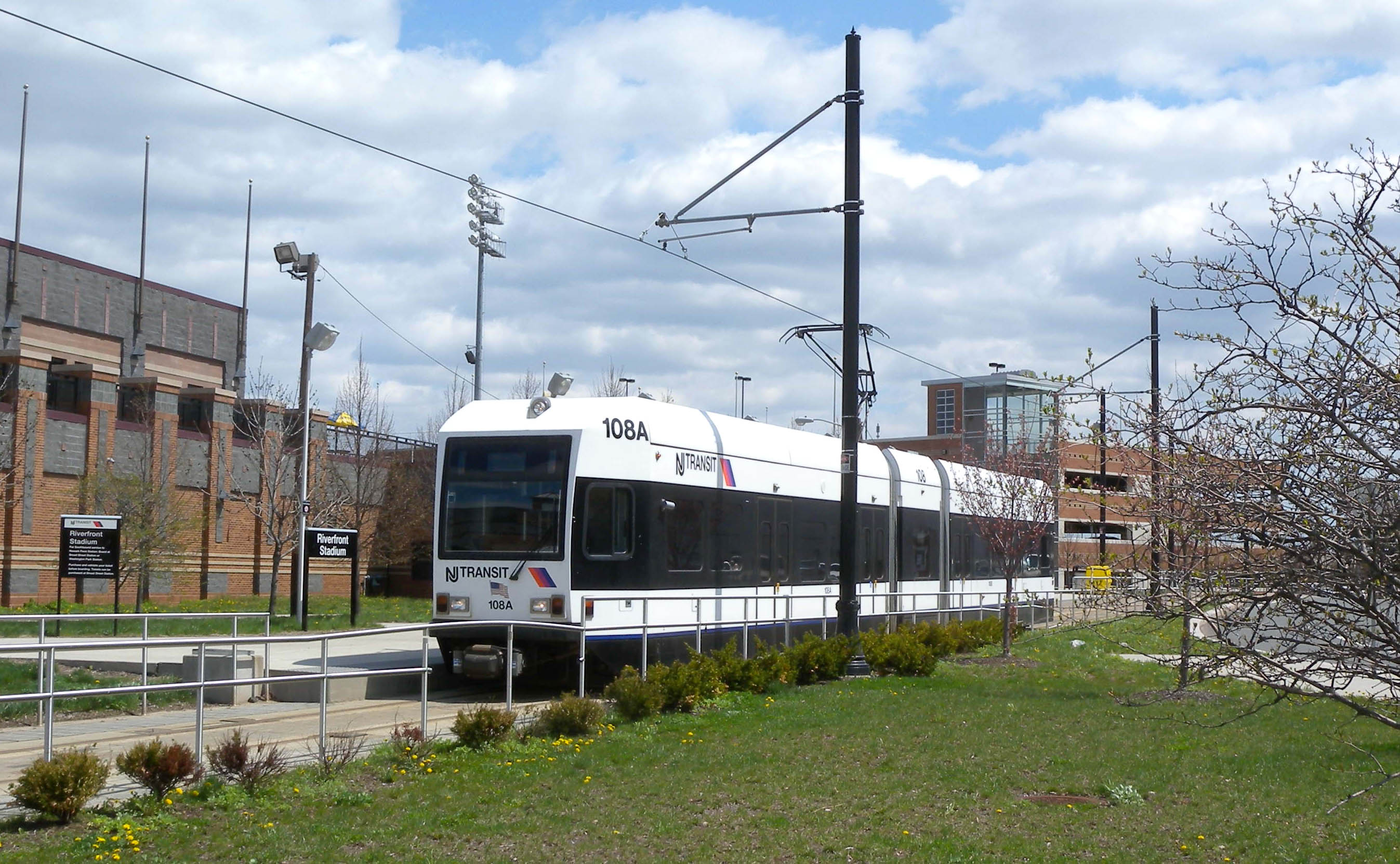
Tramvaj na rychlodráze v Newarku

- Guadalajara – rychlodráha
- Mexico City – rychlodráha

### USA

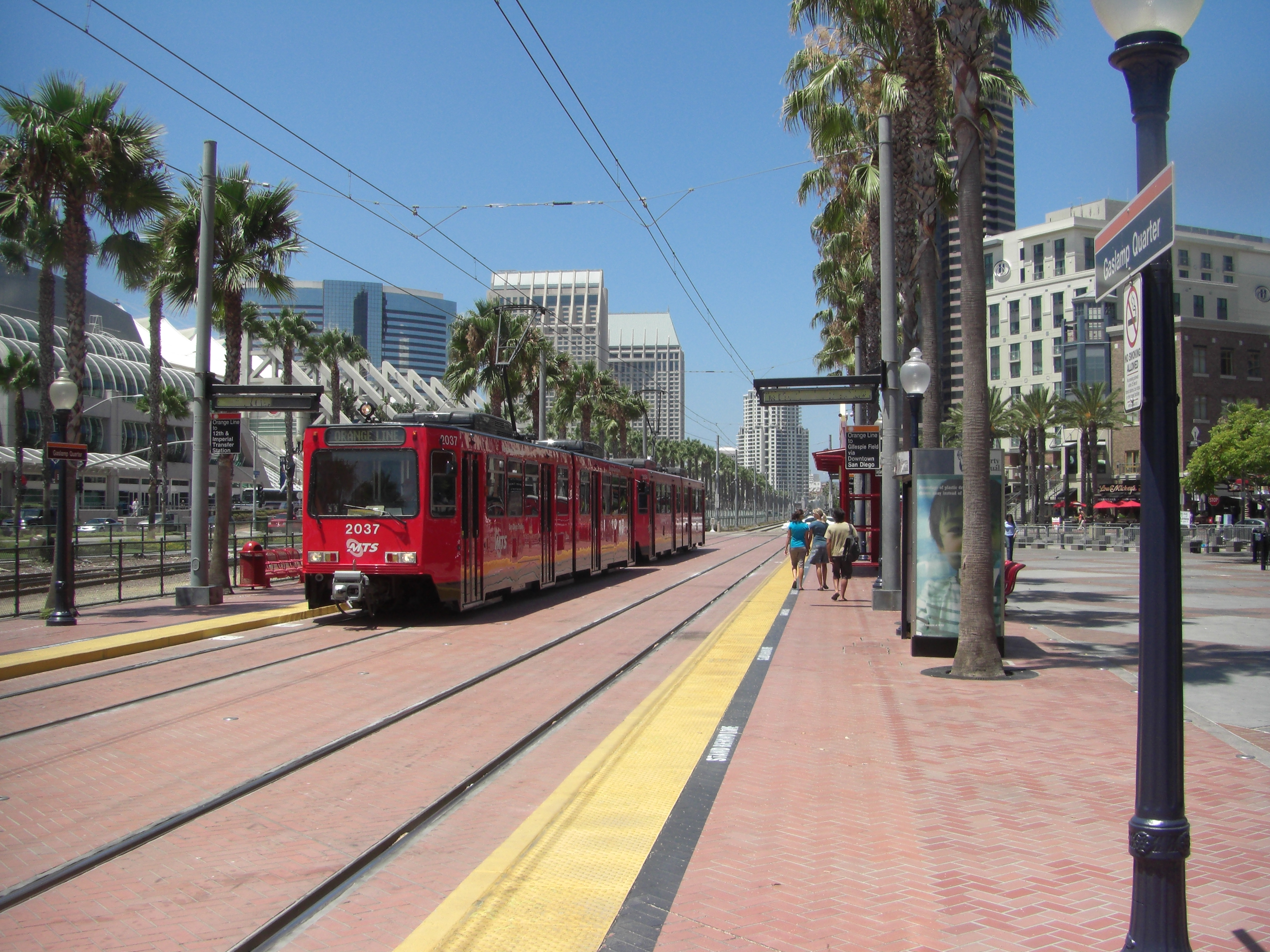
Rychlodráždní tramvaje v San Diegu

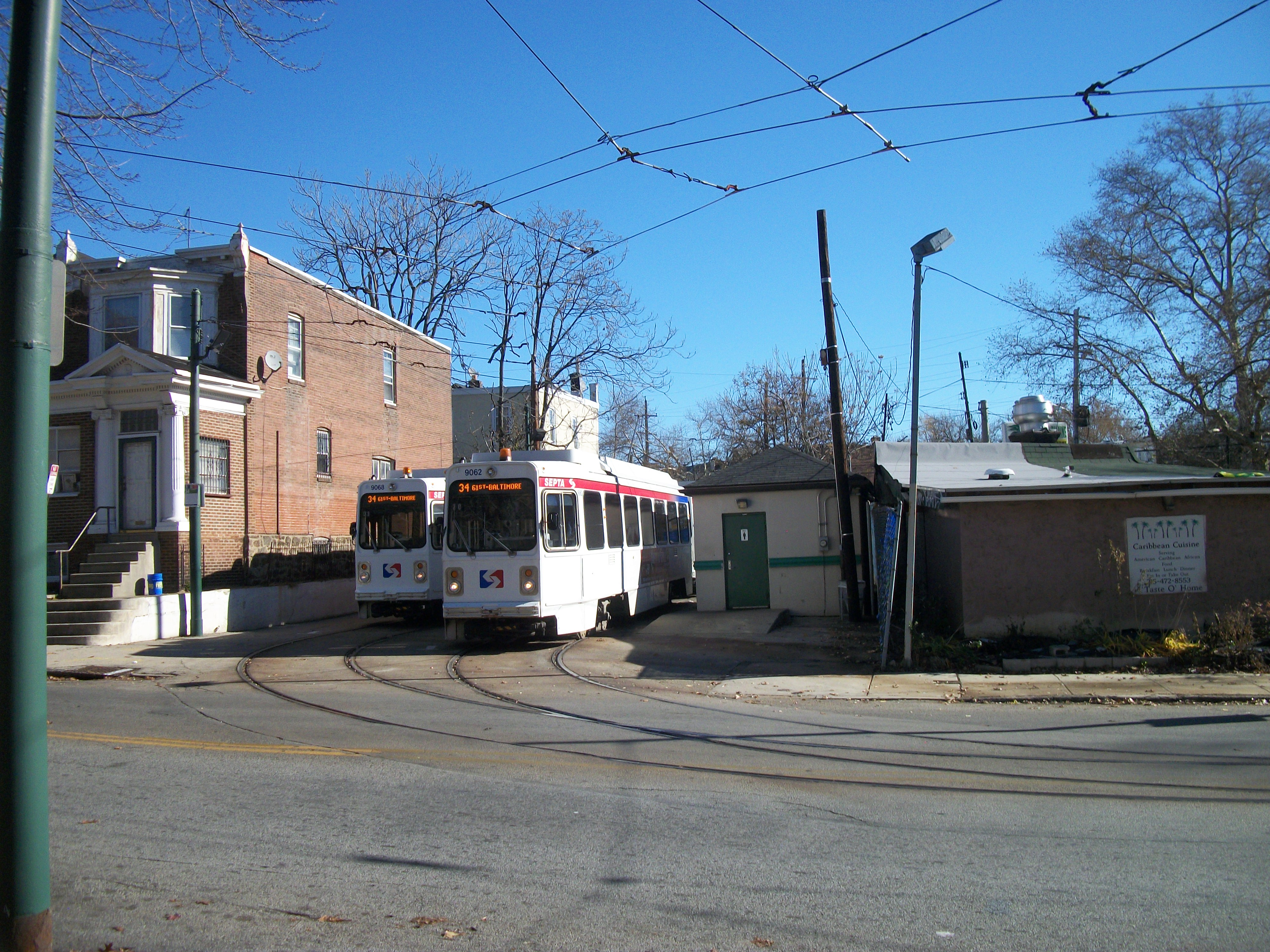
Klasické tramvaje ve Filadelfii

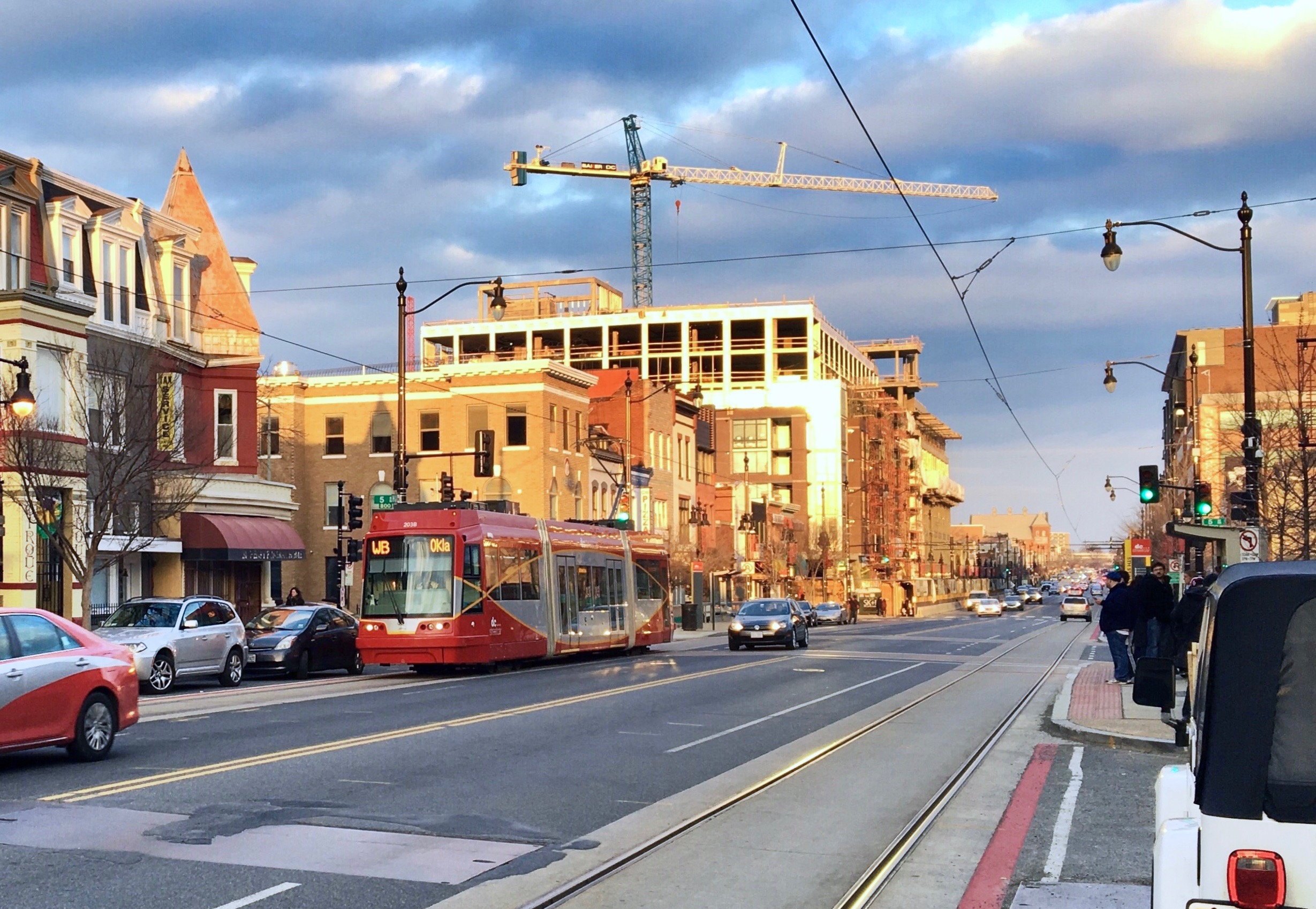
Washingtonská tramvaj českého původu

#### Rychlodrážní tramvaje (Light Rail)
- Baltimore
- Boston – rychlodráha s PCC vozy
- Buffalo
- Camden – hybrid rychlodrážní tramvaje/vlakotramvaje
- Charlotte
- Cleveland
- Dallas
- Denver
- El Paso
- Houston (článek)
- Jersey City
- Los Angeles (článek)
- Minneapolis – Saint Paul
- Newark
- Norfolk
- Oceanside
- Philadelphia
- Pittsburgh
- Portland (článek)
- Phoenix – Tempe – Mesa
- Sacramento
- St. Louis
- Salt Lake City (článek)
- San Diego
- San Francisco – hybrid pouliční/rychlodrážní tramvaje
- San José
- Seattle (článek)
- Tacoma (článek) – pouliční rychlodráha

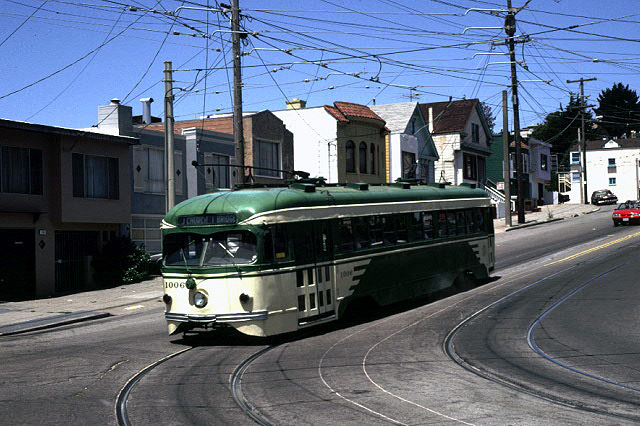
Historická tramvaj PCC na lince M v San Franciscu

#### Moderní pouliční tramvaje (Modern Streetcar)
- Atlanta
- Charlotte
- Cincinnati
- Dallas
- Detroit – zprovoznění roku 2017
- Kansas City[10]
- Milwaukee
- Oklahoma City
- Philadelphia
- Phoenix
- Portland (článek)
- Salt Lake City
- San Francisco (hybrid pouliční/rychlodrážní tramvaje)
- Seattle
- Tucson
- Washington D.C. (zprovoznění první linky (3,9 km) 26. února 2016, v plánu celkem pět linek na 60 kilometrech, dodány české tramvaje Inekon 12 Trio)

#### Historické tramvaje (Herritage Trolley)
- Boston – rychlodráha s PCC vozy
- Charlotte – CATS-Charlotte Area Transit System
- Dallas – McKinney Avenue Transit Authority
- Galveston – Island Transit (Texas) – Galveston Island Trolley
- Kenosha – PCC vozidla
- Little Rock to North Little Rock, Arkansas – River Rail Streetcar
- Memphis – Memphis Area Transit Authority
- New Orleans – St. Charles Avenue Streetcar
- Philadelphia – Route 15 (SEPTA)|SEPTA Route 15 (Girard Avenue Trolley)
- Portland – Portland Vintage Trolley, Willamette Shore Trolley
- San Diego – Silver line (2 rekonstruované PCC stroje)
- San Francisco – linky E Embarcadero a F Market & Wharves (PCC), lanová tramvaj
- Seattle – Waterfront Streetcar
- Tampa – TECO Line Streetcar System
- Tucson – Old Pueblo Trolley

## Jižní Amerika

### Argentina

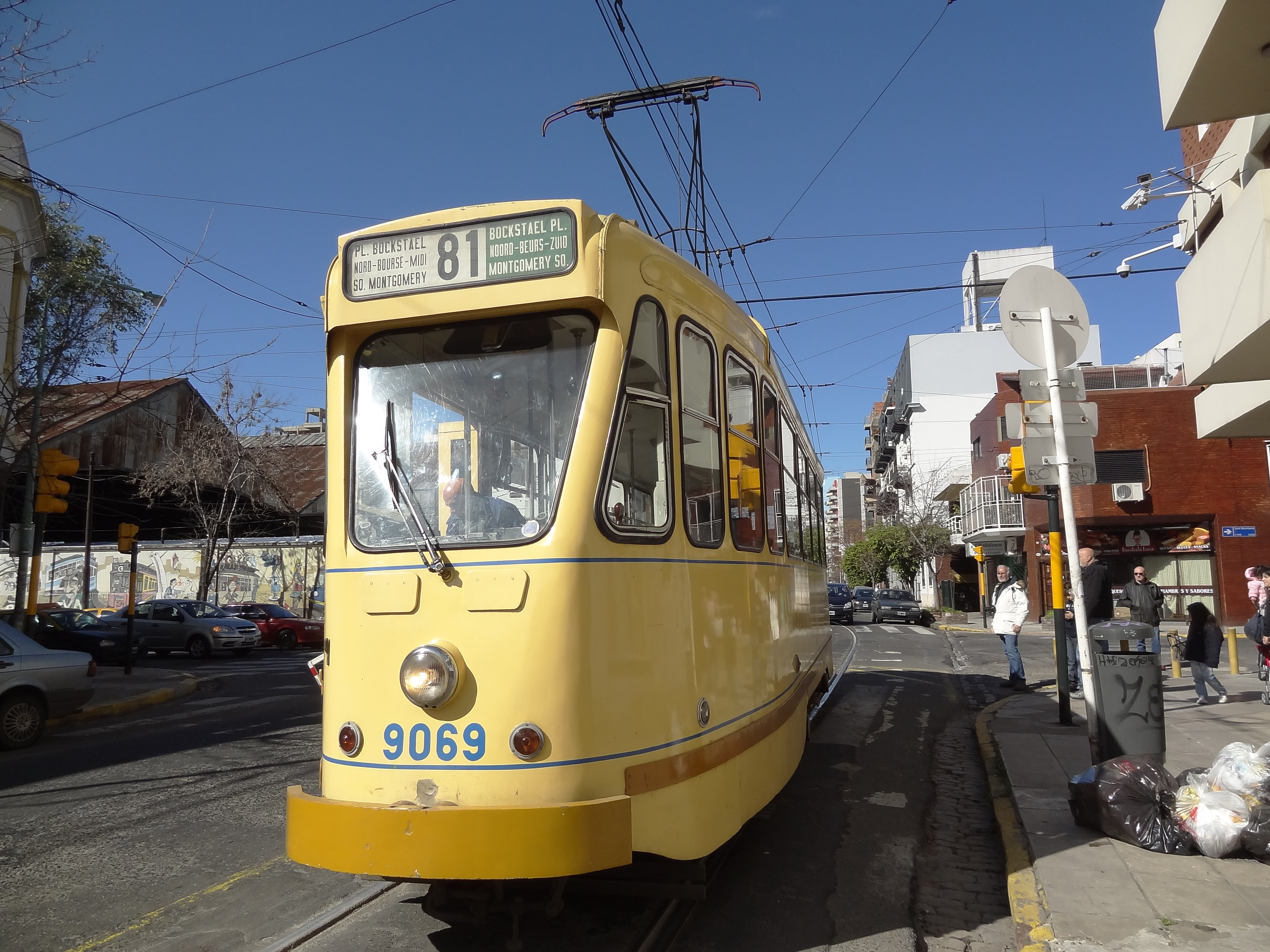
Belgická tramvaj v Buenos Aires

- Buenos Aires
- Mendoza – rychlodráha

### Bolívie
- Cochabamba – rychlodráha, od 2022[11]

### Brazílie
- Campinas (historická linka v parku)
- Campos do Jordão
- Rio de Janeiro
- Santos – rychlodráha a pouliční

### Ekvádor
- Cuenca

### Chile
- Iquique – turistická linka

### Kolumbie
- Medellín – klasická
- Bogotá – rychlodráha

### Peru
- Lima – turistická linka

## Oceánie

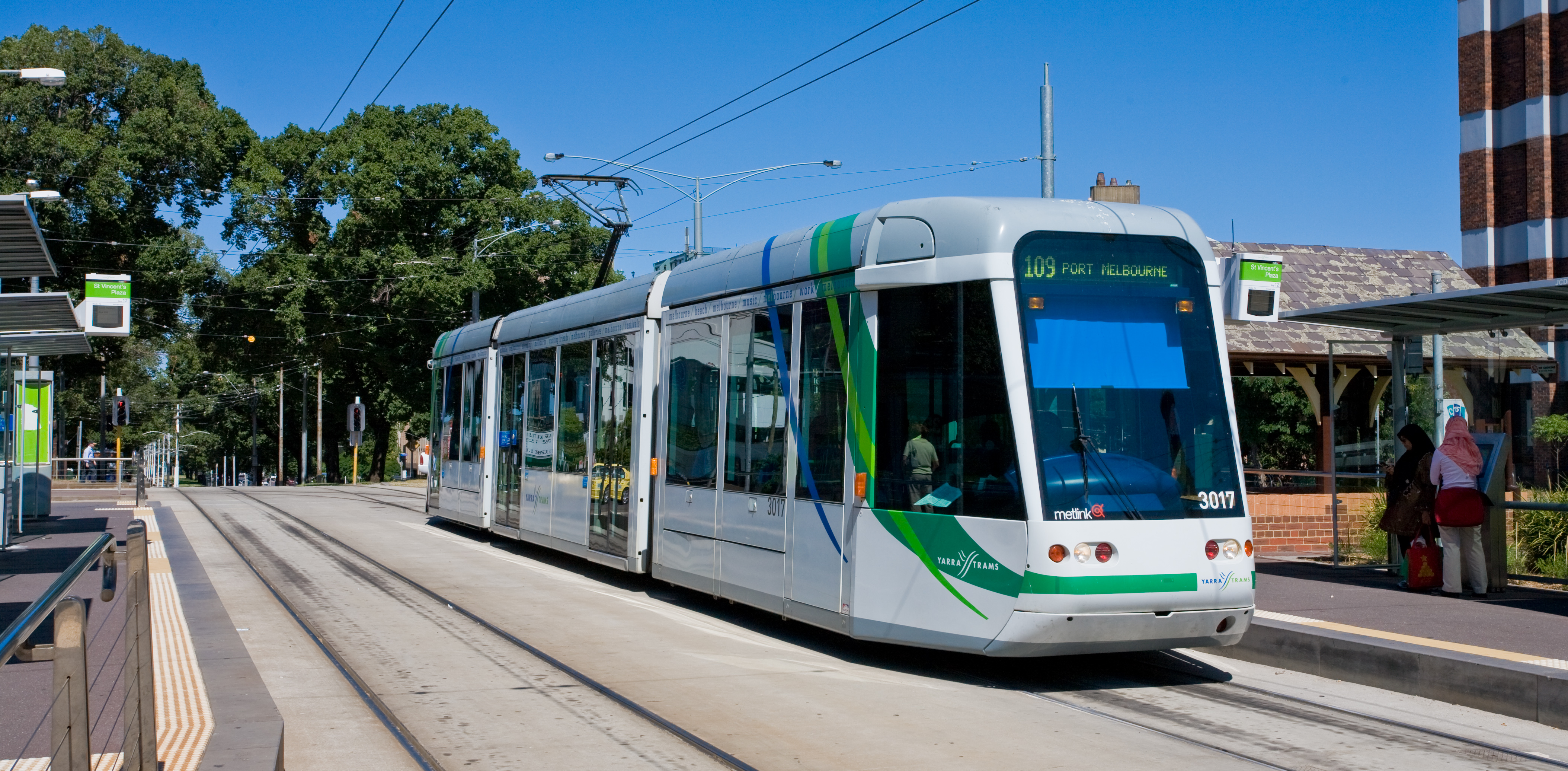
Tramvaj v Melbourne

### Austrálie – klasické
- Ballarat – turistická linka
- Bendigo – turistická linka
- Launceston – turistický provoz
- Melbourne – největší na světě (256 km), pouliční
- Portland – lanová tramvaj, historická replika, turistický provoz
- Victor Harbour – koňská tramvaj, replika, turistický provoz

### Austrálie – rychlodráhy
- Adelaide
- Canberra
- Gold Coast
- Newcastle – zprovozněno v roce 2019[12]
- Sydney

### Havajské ostrovy (USA)
- Honolulu county – rychlodráha[13]

### Nový Zéland
pouze streetcars
- Auckland
- Christchurch